# Pol Pot
Pol Pot (nascido Saloth Sar; Quemer: សាឡុត ស; Kampong Thom, 19 de maio de 1925 – Anlong Veng, 15 de abril de 1998) foi um político e revolucionário cambojano. Foi primeiro-ministro do Kampuchea Democrático entre 1976 e 1979. Ideologicamente um marxista-leninista e um nacionalista qumer, ele foi um dos principais membros do movimento comunista do Camboja, o Quemer Vermelho, de 1963 a 1997 e serviu como Secretário-geral do Partido Comunista do Kampuchea de 1963 a 1981. Sob sua administração, o Camboja foi convertido em um estado comunista de partido único, governado de acordo com a própria interpretação de Pol Pot do marxismo-leninismo.
Nasceu filho de um próspero fazendeiro em Prek Sbauv, na Indochina Francesa, Pol Pot foi educado em algumas das escolas de elite do Camboja. Enquanto esteve em Paris durante a década de 1940, ele ingressou no Partido Comunista Francês. Retornando ao Camboja em 1953, ele se envolveu na organização marxista-leninista Việt Minh e em sua guerra de guerrilha contra o novo governo independente do rei Norodom Sihanouk. Após o retiro do Việt Minh em 1954 para o Vietnã do Norte, controlado por Marxistas-Leninistas, Pol Pot retornou a Phnom Penh, trabalhando como professor e permanecendo um membro central do movimento Marxista-Leninista do Camboja. Em 1959, ele ajudou a formalizar o movimento no Partido dos Trabalhadores do Kampuchea, que mais tarde foi renomeado Partido Comunista de Kampuchea (CPK). Para evitar a repressão estatal, em 1962 ele se mudou para um acampamento na selva e em 1963 tornou-se o líder do CPK. Em 1968, ele relançou a guerra contra o governo de Sihanouk. Depois que Lon Nol depôs Sihanouk em um golpe de 1970, as forças de Pol Pot ficaram do lado do líder deposto contra o governo de Lon Nol, que foi reforçado pelos militares dos Estados Unidos. Ajudadas pelas milícias Việt Cộng e pelas tropas do Vietnã do Norte, as forças do Qumer Vermelho de Pol Pot avançaram e controlaram todo o Camboja em 1975.
Pol Pot transformou o Camboja em um estado de partido único chamado Kampuchea Democrático. Procurando criar uma sociedade socialista agrária que ele acreditava que evoluiria para uma sociedade comunista, o governo de Pol Pot deslocou à força a população urbana para o campo para trabalhar em fazendas coletivas. Prosseguindo o igualitarismo completo, o dinheiro foi abolido e todos os cidadãos foram obrigados a usar a mesma roupa preta. Os considerados inimigos pelo governo foram mortos. Esses assassinatos em massa, aliados à desnutrição e aos maus cuidados médicos, mataram entre 1,5 e 2 milhões de pessoas, aproximadamente um quarto da população do Camboja, período mais tarde denominado genocídio cambojano. A eliminação repetida do CPK gerou crescente descontentamento; em 1978, soldados cambojanos estavam montando uma rebelião no leste. Após vários anos de confrontos nas fronteiras, o recém-unificado Vietnã invadiu o Camboja em dezembro de 1978, derrubando Pol Pot e instalando um governo marxista-leninista rival em 1979. O Qumer Vermelho se retirou para as selvas perto da fronteira com a Tailândia, de onde continuaram a lutar. Com a saúde em declínio, Pol Pot se afastou de muitos de seus papéis no movimento. Em 1998, o comandante do Qumer Vermelho, Ta Mok, colocou Pol Pot em prisão domiciliar, tendo morrido logo depois.
Tomando o poder no Camboja no auge do impacto global do marxismo-leninismo, Pol Pot mostrou-se divisivo entre o movimento comunista internacional. Muitos afirmaram que ele se desviou do marxismo-leninismo ortodoxo, mas a China apoiou seu governo como um baluarte contra a influência soviética no sudeste da Ásia. Para seus apoiadores, ele era um defensor da soberania cambojana diante do imperialismo vietnamita e se opunha ao revisionismo marxista da União Soviética. Por outro lado, ele foi denunciado internacionalmente por seu papel no genocídio cambojano, considerado um ditador totalitário culpado de crimes contra a humanidade.

## Primeiros anos

### Infância: 1925–1941

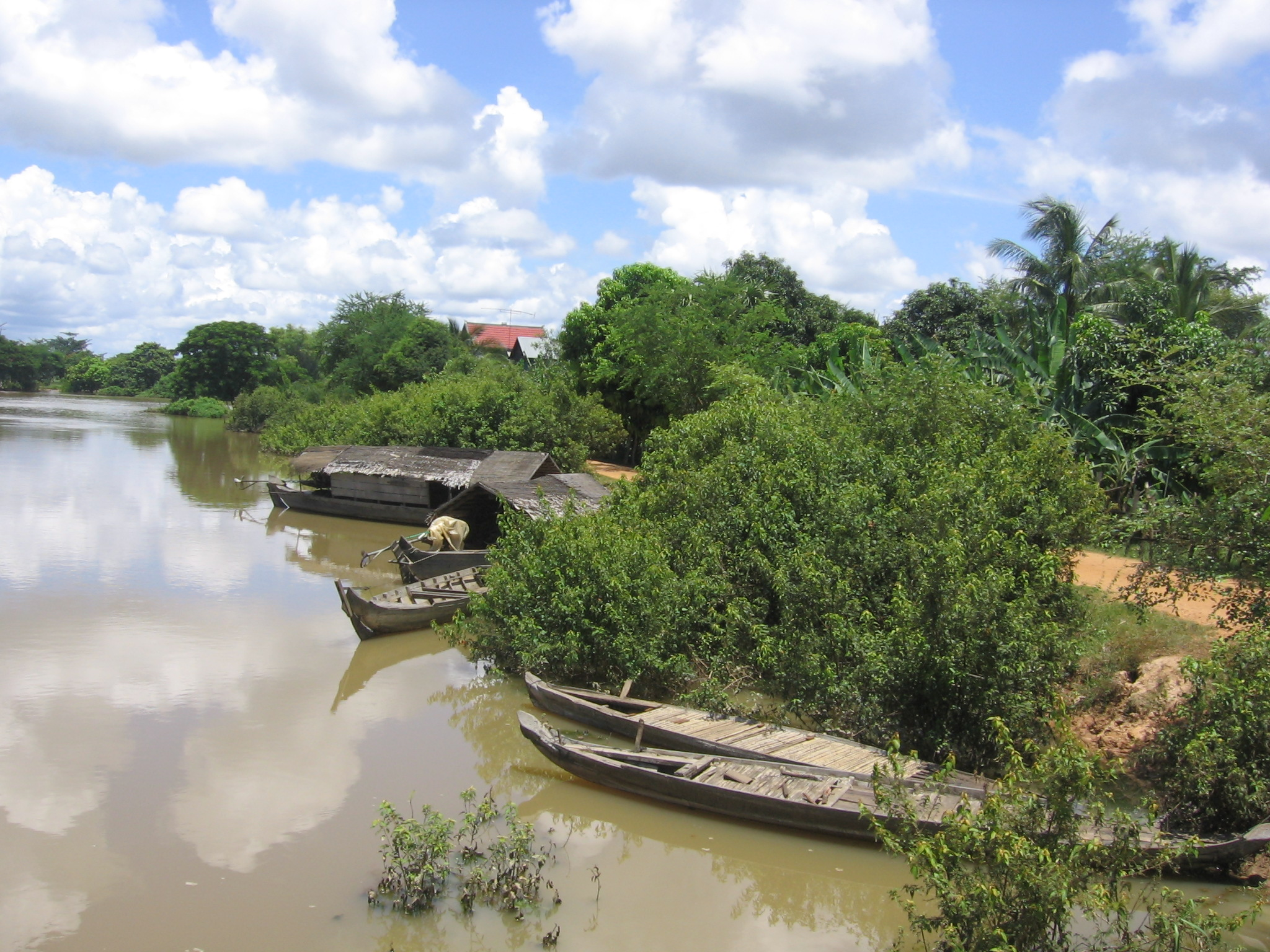
Prek Sbauv, a vila onde Pol Pot nasceu e passou seus primeiros anos

Pol Pot nasceu na vila de Prek Sbauv, nos arredores da cidade de Kampong Thom. Ele foi nomeado Saloth Sâr (em quemer:  សាឡុត ស), a palavra sâr ("branco, pálido") faz referência a sua pele relativamente clara. Os registros coloniais franceses colocaram sua data de nascimento em 25 de maio de 1928, mas o biógrafo Philip Short argumenta que ele nasceu em março de 1925.
Sua família era de descendência chinesa, mas não falava chinês e vivia como se fosse totalmente qumer. Seu pai, Loth, que mais tarde adotou o nome Saloth Phem, era um próspero fazendeiro que possuía nove hectares de arroz e vários animais de criação. A casa de Loth era uma das maiores da vila e, no período de transplante e colheita, ele contratou vizinhos mais pobres para realizar grande parte do trabalho agrícola. A mãe de Sâr, Sok Nem, era respeitada localmente como uma piedosa budista. Sâr foi o oitavo de nove filhos (duas meninas e sete meninos), três dos quais morreram jovens. Eles foram criados como budistas Teravadas, e em festivais viajaram para o mosteiro de Kampong Thom.
O Camboja era uma monarquia, mas estava sob o controle político do regime colonial francês, não do rei. A família de Sâr tinha conexões com a realeza cambojana: sua prima, Meak era uma consorte do rei Sisowath Monivong e mais tarde trabalhou como professora de balé. Quando Sâr tinha seis anos, ele e um irmão mais velho foram enviados para morar com Meak em Phnom Penh; as adoções informais por parentes mais ricos eram comuns no Camboja.  Em Phnom Penh, ele passou 18 meses como monge iniciante no mosteiro Vat Botum Vaddei da cidade, aprendendo os ensinamentos budistas e lendo e escrevendo a Língua qumer.
No verão de 1935, Sâr foi morar com seu irmão Suong e a esposa e filho deste último. Nesse ano, ele começou uma educação em uma escola primária católica romana, a École Miche, com Meak pagando as mensalidades. A maioria de seus colegas de classe eram filhos de burocratas franceses e vietnamitas católicos. Ele se tornou alfabetizado em francês e familiarizado com o cristianismo. Sâr não era academicamente talentoso e foi retido por dois anos, recebendo seus Certificat d'Etudes Primaires Complémentaires em 1941, com 16 anos de idade. Ele continuou a visitar Meak no palácio do rei e foi lá que ele teve algumas de suas primeiras experiências sexuais com algumas das concubinas do rei.

### Educação posterior: 1942–1948
Enquanto Sâr estava na escola, o rei do Camboja morreu. Em 1941, as autoridades francesas nomearam Norodom Sihanouk como seu substituto. Um novo ensino médio júnior, o Colégio Pream Sihanouk, foi criada em Kampong Cham, e Sâr foi selecionado como um interno na instituição em 1942. Este nível de educação lhe proporcionou uma posição privilegiada na sociedade cambojana.  Ele aprendeu a tocar violino e participou de peças da escola. Grande parte de seu tempo livre era gasto jogando futebol e basquete. Vários colegas, entre eles Hu Nim e Khieu Samphan, serviram mais tarde em seu governo. Durante as férias de ano novo em 1945, Sâr e vários amigos de sua trupe de teatro da faculdade fizeram uma excursão pela província em um ônibus para arrecadar dinheiro para uma viagem a Angkor Wat.  Em 1947, ele deixou a escola.
Naquele ano, ele passou nos exames que o admitiram no Lycée Sisowath, enquanto morava com Suong e sua nova esposa. No verão de 1948, ele concentrou-se nos exames de entrada brevet para as classes superiores do Lycée, mas não conseguiu. Ao contrário de vários de seus amigos, ele não podia continuar na escola para um bacharelado. Em vez disso, ele se matriculou em 1948 para estudar carpintaria na Ecole Technique em Russei Keo, nos subúrbios ao norte de Phnom Penh. Essa queda de uma educação acadêmica para uma vocacional provavelmente foi um choque.  Seus colegas eram geralmente de classe inferior às do Lycée Sisowath, embora não fossem camponeses.  Na Ecole Technique, ele conheceu Ieng Sary, que se tornou um amigo íntimo e depois um membro de seu governo. No verão de 1949, Sâr aprovou seu brevet e garantiu uma das cinco bolsas de estudos que lhe permitiram viajar para a França para estudar em uma de suas escolas de engenharia.
Durante a Segunda Guerra Mundial, a Alemanha nazista invadiu a França e, em 1945, os japoneses expulsaram os franceses do Camboja, com Sihanouk proclamando a independência de seu país. Após o fim da guerra com a Alemanha de e derrota do Japão, França reafirmou seu controle sobre o Camboja em 1946, mas permitiu a criação de uma nova constituição e do estabelecimento de vários partidos políticos. O mais bem-sucedido deles foi o Partido Democrata, que venceu as eleições gerais de 1946. Segundo Chandler, Sâr e Sary trabalharam para o partido durante sua campanha eleitoral bem-sucedida;  por outro lado, Short afirma que Sâr não teve contato com a parte. Sihanouk se opôs às reformas de esquerda do partido e em 1948 dissolveu a Assembleia Nacional, e passou a governar por decreto. operadores do grupo marxista-leninista vietnamita de Ho Chi Minh, o Việt Minh, também estabeleceram um movimento marxista-leninista nascente, mas foram afetados por tensões étnicas entre os qumeres e os vietnamitas. As notícias do grupo foram censuradas pela imprensa e é improvável que Sâr tenha conhecimento disso.

### Paris: 1949–1953
O acesso à educação superior no exterior fez de Sâr parte de uma pequena elite no Camboja. Ele e os outros 21 estudantes selecionados partiram de Saigon a bordo do SS Jamaïque, parando em Singapura, Colombo e Djibouti a caminho de Marselha. Em janeiro de 1950, Sâr se matriculou na École Française de Radioélectricité para estudar rádio eletrônica. Ele se alojou no Pavilhão Indochinês da Cité Universitaire. Sâr ganhou boas notas durante seu primeiro ano. Ele foi reprovado nos primeiros exames de final de ano, mas foi autorizado a repeti-los e passou por pouco, permitindo que ele continuasse seus estudos.
Sâr passou três anos em Paris. No verão de 1950, ele foi um dos 18 estudantes cambojanos que se juntaram aos colegas franceses que iriam viajar para a Iugoslávia, um estado marxista-leninista, com o objetivo de entrar voluntariamente em um batalhão trabalhista que construía uma rodovia em Zagreb. Ele retornou à Iugoslávia no ano seguinte para umas férias de acampamento. Sâr fez pouca ou nenhuma tentativa de assimilar a cultura francesa e nunca ficou completamente à vontade no idioma francês. Ele, no entanto, familiarizou-se com muita literatura francesa, sendo um de seus autores favoritos Jean-Jacques Rousseau. Suas amizades mais significativas no país foram com Ieng Sary, que havia se juntado a ele lá, Thiounn Mumm e Keng Vannsak. Ele era um membro do círculo de discussões de Vannsak, cujos membros ideologicamente diversos discutiam maneiras de alcançar a independência do Camboja.
Em Paris, Ieng Sary e outros dois fundaram o Cercle Marxiste ("Círculo Marxista"), uma organização Marxista-Leninista organizada clandestinamente. A organização se reunia para ler textos marxistas e realizar sessões de autocrítica. Sâr juntou-se a uma que se encontrava na rue Lacepède; seus companheiros incluíam Hou Yuon, Sien Ary e Sok Knaol. Ele ajudou a editar o jornal do Cercle, Reaksmei ("A faísca"), nomeado em homenagem a um antigo jornal russo. Em outubro de 1951, Yuon foi eleito chefe da Associação de Estudantes Qumeres (AEK; I'Association des Estudiants Khmers), estabelecendo laços estreitos entre a organização e a Union Nationale des Étudiants de France. O Cercle Marxiste manipulou a AEK e suas organizações sucessoras pelos próximos 19 anos. Vários meses após a formação do Cercle Marxiste, Sâr e Sary aderiram ao Partido Comunista Francês (PCP). Sâr participou de reuniões do partido, incluindo as de seu grupo cambojano, e leu sua revista, Les Cahiers Internationaux. O movimento marxista-leninista estava então em uma posição forte globalmente; o Partido Comunista da China chegou recentemente ao poder sob Mao Tsé-Tung e o Partido Comunista Francês era um dos maiores do país, atraindo os votos de cerca de 25% do eleitorado francês.
Sâr achou muitos dos textos mais densos de Karl Marx difíceis, depois dizendo que "realmente não os entendia". Mas ele se familiarizou com os escritos do líder soviético Josef Stalin, incluindo A história do Partido Comunista da União Soviética (bolcheviques). A abordagem de Stalin ao marxismo — conhecida como Stalinismo – deu a Sâr um senso de propósito na vida. Ele também leu o trabalho de Mao, especialmente Nova Democracia, um texto que descreve uma estrutura marxista-leninista para levar a cabo uma revolução nas sociedades colonial, semi-colonial e semi-feudal. Paralelamente a estes textos, Sar também leu o trabalho do o anarquista Piotr Kropotkin sobre a Revolução Francesa, a Grande Revolução.  De Kropotkin, ele adotou a ideia de que uma aliança entre intelectuais e camponeses era necessária para a revolução; que o igualitarismo era a base de uma sociedade comunista.
No Camboja, o crescente conflito interno resultou na abdicação do rei Sihanouk do governo e na sua declaração como primeiro ministro. Em resposta, Sâr escreveu um artigo, "Monarquia ou Democracia?", Publicado na revista estudantil Khmer Nisut sob o pseudônimo de "Khmer daom" ("Quemer Original"). Nele, ele se referia positivamente ao budismo, retratando monges budistas como uma força antimonarquista do lado do campesinato. Também detalharia que "a monarquia é uma doutrina injusta, tão contagiosa como uma maldita praga" que "a humanidade deve abolir" já que "seus defeitos eram numerosos".
Em uma reunião, o Cercle decidiu enviar alguém ao Camboja para avaliar a situação e determinar qual grupo rebelde eles deveriam apoiar; Sâr se ofereceu para o papel.  Sua decisão de sair também pode ter sido porque ele falhou nos exames do segundo ano por dois anos seguidos e, portanto, perdeu a bolsa de estudos. Em dezembro, ele embarcou no SS Jamaïque, retornando ao Camboja sem um diploma.

## Ativismo revolucionário e político

### Retorno ao Camboja: 1953–1954
Sâr chegou a Saigon em 13 de janeiro de 1953, no mesmo dia em que Sihanouk dissolveu a Assembleia Nacional controlada pelos democratas, começando a governar por decreto e prendendo membros democratas do parlamento sem julgamento. No meio da Primeira Guerra da Indochina, o Camboja estava em uma guerra civil, com massacres civis e outras atrocidades cometidas por todos os lados. Sâr passou vários meses na sede do príncipe Norodom Chantaraingsey, o líder de uma facção, em Trapeng Kroloeung, antes de se mudar para Phnom Penh, onde se encontrou com seu colega Cercle, Ping Say, para discutir a situação. Sâr considerou o Việt Minh, um subgrupo guerrilheiro misto vietnamita e cambojano do Việt Minh, baseado no Vietnã do Norte, como o grupo de resistência mais promissor. Ele acreditava que a relação do Việt Minh com o Việt Minh e, portanto, o movimento marxista-leninista internacional tornavam-no o melhor grupo para apoiar o Cercle Marxista. Os membros do Cercle em Paris aceitaram sua recomendação.
Em agosto de 1953, Sâr e Rath Samoeun viajaram para Krabao, a sede da Zona Leste de Việt Minh. Nos nove meses seguintes, cerca de 12 membros do Cercle se juntaram a eles. Eles descobriram que o Việt Minh era liderado e numericamente dominado por guerrilheiros vietnamitas, com os recrutas quemeresencarregados principalmente de tarefas menores. Sâr foi incumbido de cultivar mandioca e trabalhar na cantina. Em Krabao, ele adquiriu um conhecimento rudimentar do vietnamita e se tornou secretário e assistente de Tou Samouth, o secretário para a parte oriental do Việt Minh.
Sihanouk desejava a independência do domínio francês, mas depois que a França rejeitou seus pedidos, ele pediu resistência pública à sua administração em junho de 1953. As tropas quemeres desertaram do exército francês em grandes números e o governo francês cedeu em vez de arriscar um prolongado guerra para manter o controle. Em novembro, Sihanouk declarou a independência do Camboja. O conflito civil então aumentou, com a França apoiando a guerra de Sihanouk contra os rebeldes. Após a Conferência de Genebra realizada para encerrar a Primeira Guerra da Indochina, Sihanouk chegou a um acordo com os norte-vietnamitas de que retirariam as forças do Việt Minh do território cambojano. As últimas unidades do Việt Minh partiram do Camboja para o Vietnã do Norte em outubro de 1954. Sâr não estava entre eles e decidiu permanecer no Camboja. Ele caminhou, através do Vietnã do Sul, até Prey Veng para chegar a Phnom Penh. Ele e outros marxistas-leninistas cambojanos decidiram perseguir seus objetivos por meios eleitorais.

### Desenvolvendo o movimento marxista-leninista: 1955–1959
Os marxistas-leninistas cambojanos queriam operar clandestinamente, então estabeleceram um partido socialista, chamado Pracheachon, para servir como uma organização de fachada por meio da qual pudessem competir nas eleições de 1955. Embora Pracheachon tivesse forte apoio em algumas áreas, a maioria dos observadores esperava que o Partido Democrata vencesse. Os marxistas-leninistas engajaram-se no entrismo para influenciar a política do Partido Democrata; Vannsak havia se tornado subsecretário do partido, com Sâr como assistente, talvez ajudando a alterar a plataforma do partido. Sihanouk temia um governo do Partido Democrata e em março de 1955 abdicou do trono em favor de seu pai, Norodom Suramarit. Isso lhe permitiu estabelecer legalmente um partido político, o Sangkum Reastr Niyum, com o qual disputar as eleições. As eleições de setembro testemunharam intimidação generalizada dos eleitores e fraude eleitoral, resultando na conquista de Sangkum em todos os 91 assentos. O estabelecimento de um Estado de partido único por Sihanouk acabou com as esperanças de que a esquerda cambojana pudesse assumir o poder eleitoralmente. No entanto, o governo do Vietnã do Norte exortou os marxista-leninistas do Camboja a não reiniciarem a luta armada porque ela se concentrou em minar o Vietnã do Sul e tinha pouca vontade de desestabilizar o regime de Sihanouk, pois, convenientemente para eles, permanecera internacionalmente desalinhada, em vez de seguir os governos tailandês e sul-vietnamita na aliança com os Estados Unidos.
Sâr alugou uma casa na área de Boeng Keng Kang de Phnom Penh. Embora não fosse qualificado para lecionar em uma escola pública, ele conseguiu um emprego como professor de história, geografia, literatura francesa e moral em uma escola particular, a Chamraon Vichea ("Conhecimento Progressivo"); seus alunos, que incluíam o posterior romancista Soth Polin, o descreveram como um bom professor. Ele cortejou Soeung Son Maly antes de entrar em um relacionamento com seu colega revolucionária comunista, Khieu Ponnary. Eles se casaram em uma cerimônia budista em julho de 1956. Ele continuou a supervisionar muitas das comunicações clandestinas dos marxistas-leninistas; toda a correspondência entre o Partido Democrata e o Pracheachon passava por ele. Sihanouk reprimiu o movimento marxista-leninista, cujos membros haviam sido cortados pela metade desde o fim da guerra civil. As ligações com os marxistas-leninistas do Vietnã do Norte declinaram, algo que Sâr mais tarde descreveu como uma bênção. Ele e outros membros cada vez mais viam os cambojanos como muito respeitosos com seus homólogos vietnamitas. Para lidar com isso, Sâr, Tou Samouth e Nuon Chea elaboraram um programa e estatutos para um novo partido marxista-leninista que seria aliado, mas não subordinado aos vietnamitas. Eles estabeleceram células partidárias, enfatizando o recrutamento de um pequeno número de membros dedicados, e organizaram seminários políticos em casas seguras.

### Partido dos Trabalhadores do Kampuchea: 1959–1962
Em uma conferência de 1959, a direção do movimento estabeleceu o Partido dos Trabalhadores do Kampuchea, baseado no modelo marxista-leninista de centralismo democrático. Sâr, Tou Samouth e Nuon Chea faziam parte de um Comitê de Assuntos Gerais de quatro homens que liderava o partido. Sua existência deveria ser mantida em segredo de não-membros. A conferência do Partido dos Trabalhadores do Kampuchea, realizada clandestinamente de setembro a outubro de 1960 em Phnom Penh, viu Samouth se tornar secretário do partido e Nuon Chea seu deputado, enquanto Sâr ficou em terceiro lugar e Ieng Sary o quarto.
Sihanouk falou contra os marxistas-leninistas cambojanos; Embora ele fosse um aliado do governo marxista-leninista da China e admitisse a capacidade do marxismo-leninismo de alcançar rápido desenvolvimento econômico e justiça social, ele também advertiu sobre seu caráter totalitário e sua supressão da liberdade pessoal. Em janeiro de 1962, os serviços de segurança de Sihanouk reprimiram os socialistas do Camboja, prendendo os líderes de Pracheachon e deixando o partido em grande parte moribundo. Em julho, Samouth foi preso, torturado e morto. Nuon Chea também se retirou de suas atividades políticas, deixando o caminho de Sâr para se tornar líder do partido.
Além de enfrentar a oposição de esquerda, o governo de Sihanouk enfrentou a hostilidade da oposição de direita centrada no ex-ministro de Estado de Sihanouk, Sam Sary, que foi apoiado pelos Estados Unidos, Tailândia e Vietnã do Sul. Depois que os sul-vietnamitas apoiaram um golpe fracassado contra Sihanouk, as relações entre os países se deterioraram e os Estados Unidos iniciaram um bloqueio econômico ao Camboja em 1956. Depois que o pai de Sihanouk morreu em 1960, Sihanouk introduziu uma emenda constitucional que permitiu-lhe tornar-se chefe de estado vitalício. Em fevereiro de 1962, protestos estudantis contra o governo se transformaram em motins, nos quais Sihanouk removeu o governo Sangkum, convocou novas eleições e elaborou uma lista de 34 cambojanos de esquerda, exigindo que se encontrassem com ele para estabelecer um nova administração. Sâr estava na lista, talvez por causa de seu papel como professor, mas ele se recusou a conhecer Sihanouk. Ele e Ieng Sary deixaram Phnom Penh para ir para um acampamento vietcongue perto de Thboung Khmum na selva ao longo da fronteira do Camboja com o Vietnã do Sul. Segundo Chandler, "a partir de então ele foi um revolucionário em tempo integral".

### Conspiração de rebelião: 1962–1968

Bandeira do Partido Comunista do Kampuchea

As condições no campo vietcongue eram básicas e a comida escassa. Enquanto o governo de Sihanouk reprimia o movimento em Phnom Penh, um número crescente de seus membros fugiu para se juntar a Sâr em sua base na selva. Em fevereiro de 1963, na segunda conferência do partido, realizada em um apartamento no centro de Phnom Penh, Sâr foi eleito secretário do partido, mas logo fugiu para a selva para evitar a repressão do governo de Sihanouk. No início de 1964, Sâr estabeleceu seu próprio acampamento, Office 100, no lado sul-vietnamita da fronteira. Os vietcongues permitiram que suas ações fossem oficialmente separadas das deles, mas ainda exerciam controle significativo sobre o acampamento. Em uma sessão plenária do Comitê Central do partido, foi acordado que eles deveriam enfatizar novamente sua independência dos marxistas-leninistas vietnamitas e apoiar a luta armada contra Sihanouk.
O Comitê Central se reuniu novamente em janeiro de 1965 para denunciar a "transição pacífica" para o socialismo defendida pelo primeiro-ministro soviético Nikita Khrushchov, acusando-o de ser revisionista. Em contraste com a interpretação do marxismo-leninismo de Khrushchev, Sâr e seus camaradas procuraram desenvolver sua própria variante da ideologia, explicitamente cambojana. Sua interpretação se afastou do enfoque marxista ortodoxo no proletariado urbano como as forças de uma revolução para construir o socialismo, atribuindo esse papel ao campesinato rural, uma classe muito maior na sociedade cambojana. Em 1965, o partido considerou o pequeno proletariado do Camboja cheio de "agentes inimigos" e sistematicamente rejeitou-os como membros. A principal área de crescimento do partido foram as províncias rurais e em 1965 a adesão foi em 2000. Em abril, 1965, Sâr viajou a pé ao longo da Trilha Ho Chi Minh até Hanói para se encontrar com figuras do governo do Vietnã do Norte, incluindo Ho Chi Minh e Lê Duẩn. Os norte-vietnamitas estavam preocupados com a guerra do Vietnã em andamento e, portanto, não queriam que as forças de Sâr desestabilizassem o governo de Sihanouk; a postura antiamericana deste último fez dele um aliado de fato. Em Hanói, Sâr leu os arquivos do Partido dos Trabalhadores do Vietnã, concluindo que os marxistas-leninistas vietnamitas estavam comprometidos com a busca de uma federação da Indochina e que seus interesses eram, portanto, incompatíveis com os do Camboja.
Em novembro de 1965, Saloth Sâr voou de Hanói para Pequim, onde seu anfitrião oficial foi Deng Xiaoping, embora a maioria de suas reuniões fosse com Peng Zhen. Sâr atraiu uma audiência simpática de muitos membros do Partido Comunista da China (PCC), especialmente Chen Boda, Zhang Chunqiao e Kang Sheng, que compartilhavam sua visão negativa de Khrushchov em meio à divisão sino-soviética. Os oficiais do PCC também o treinaram em tópicos como a ditadura do proletariado, lutas de classes e expurgos políticos. Em Pequim, Sâr testemunhou a contínua Revolução Cultural da China, que influenciou suas políticas posteriores. Em janeiro de 1966, seria realizada em Havana, Cuba, a Primeira Conferência Intercontinental, da qual participariam representantes do Vietnã, Laos, Camboja, entre outros. Fidel Castro se solidarizou com a luta nesses países em seu discurso.
Sar deixou Pequim em fevereiro de 1966 e voou de volta para Hanói antes de uma viagem de quatro meses ao longo da Trilha Ho Chi Minh para chegar à nova base marxista-leninista cambojana em Loc Ninh. Em outubro de 1966, ele e outros líderes do partido cambojano tomaram várias decisões importantes. Eles mudaram o nome de sua organização para Partido Comunista do Kampuchea (CPK), uma decisão que inicialmente foi mantida em segredo. Sihanouk começou a se referir a seus membros como o "Quemer Vermelho" ('Cambojanos vermelhos'), mas eles próprios não adotaram esse termo. Ficou acertado que mudariam seu quartel-general para a província de Ratanakiri, longe do vietcongue, e que, apesar das opiniões dos norte-vietnamitas, ordenariam que cada um dos comitês de zona do partido se preparasse para o relançamento da luta armada. O Vietnã do Norte se recusou a ajudar nisso, rejeitando seus pedidos de armas. Em novembro de 1967, Sâr viajou de Tay Ninh para a base do escritório 102 perto de Kang Lêng. Durante a viagem, ele contraiu malária e precisava de uma pausa em uma base médica vietcongue perto do Monte Ngork. Em dezembro, os planos para o conflito armado foram concluídos, com a guerra começando na Zona Noroeste e se espalhando para outras regiões. Como a comunicação no Camboja era lenta, cada Zona teria que funcionar de forma independente na maior parte do tempo.

## Guerra Civil Cambojana

### Contra Sihanouk
Em janeiro de 1968, a guerra foi lançada com um ataque ao posto do exército de Bay Damran, ao sul de Battambang. Outros ataques visaram policiais e soldados e apreenderam armas. O governo respondeu com políticas de terra arrasada, bombardeando por via aérea áreas onde os rebeldes estavam ativos. A brutalidade do exército ajudou a causa dos insurgentes; À medida que a revolta se espalhava, mais de 100 000 moradores se juntaram a eles. No verão, Sâr realocou sua base 30 milhas ao norte para a cauda de Naga, mais montanhosa, para evitar a invasão das tropas do governo. Nesta base, chamada K-5, ele aumentou seu domínio sobre o grupo e tinha seu próprio acampamento, equipe e guardas separados. Nenhum estranho foi autorizado a encontrá-lo sem uma escolta. Ele assumiu o cargo de Sary como Secretário da Zona Nordeste. Em novembro de 1969, Sâr viajou para Hanói para persuadir o governo do Vietnã do Norte a fornecer assistência militar direta. Eles se recusaram, instando-o a voltar à luta política. Em janeiro de 1970, ele voou para Pequim. Lá, sua esposa começou a mostrar os primeiros sinais da esquizofrenia paranóide crônica da qual ela seria diagnosticada mais tarde.

### Colaboração com Sihanouk e contra Lon Nol: 1970–1971
Em março de 1970, enquanto Sâr estava em Pequim, parlamentares cambojanos liderados por Lon Nol depuseram Sihanouk quando ele estava fora do país. Sihanouk também voou para Pequim, onde os partidos comunistas chinês e norte-vietnamita o instaram a formar uma aliança com o Quemer Vermelho para derrubar o governo de direita Lon Nol. Sihanouk concordou. Seguindo o conselho de Zhou Enlai, primeiro-ministro da República Popular da China, Sâr também concordou, embora seu papel dominante no CPK estivesse escondido de Sihanouk. Sihanouk então formou seu próprio governo no exílio em Pequim e lançou a Frente Nacional Unida do Kampuchea para reunir os oponentes de Lon Nol. O apoio de Sihanouk ao Quemer Vermelho ajudou muito no recrutamento, e o Quemer Vermelho experimentou uma grande expansão em tamanho. Muitos dos novos recrutas do Quemer Vermelho eram camponeses apolíticos que lutaram em apoio ao rei, não ao comunismo, do qual tinham pouco conhecimento.
Em abril de 1970, Sâr voou para Hanói. Ele enfatizou a Lê Duẩn que, embora desejasse que os vietnamitas fornecessem armas ao Quemer Vermelho, ele não queria tropas: os cambojanos precisavam derrubar Lon Nol eles próprios. Os exércitos norte-vietnamitas, em colaboração com o Vietcongue, invadiram o Camboja para atacar as forças de Lon Nol; por sua vez, o Vietnã do Sul e os Estados Unidos enviaram tropas ao país para reforçar seu governo. Isso levou o Camboja à Segunda Guerra da Indochina, que já estava sendo travada no Vietnã. Os Estados Unidos lançaram três vezes mais bombas no Camboja durante o conflito do que no Japão durante a Segunda Guerra Mundial. Embora visasse os campos do Vietcongue e do Quemer Vermelho, o bombardeio afetou principalmente civis. Isso ajudou a impulsionar o recrutamento do Quemer Vermelho, que tinha cerca de 12 000 soldados regulares no final dos anos 1970 e quatro vezes esse número em 1972.
Em junho de 1970, Sâr deixou o Vietnã e chegou à sua base do K-5. Em julho, ele rumou para o sul; Foi neste ponto que ele começou a se referir a si mesmo como "Pol", um nome que mais tarde ele alongou para "Pol Pot". Em setembro, ele estava localizado em um campo na fronteira de Kratie e Kompong Thom, onde convocou uma reunião do Comitê Permanente do CPK. Embora poucos membros de alto nível pudessem comparecer, ele emitiu uma resolução estabelecendo o princípio do "domínio da independência", a ideia de que o Camboja deveria ser autossuficiente e totalmente independente de outros países. Em novembro, Pol Pot, Ponnary e sua comitiva mudaram-se para a base do K-1 em Dângkda. Sua residência foi instalada no lado norte do rio Chinit; a entrada era estritamente controlada. No final do ano, as forças marxistas estavam presentes em mais da metade do Camboja; o Quemer Vermelho desempenhou um papel limitado nisso, já que durante 1971 e 1972, a maior parte da luta contra Lon Nol foi levada a cabo por vietnamitas ou cambojanos sob controle vietnamita.
Em janeiro de 1971, uma reunião do Comitê Central foi realizada nesta base, que reuniu 27 delegados para discutir a guerra. Durante 1971, Pol Pot e os outros membros de alto escalão do partido se concentraram em construir um exército regular do Quemer Vermelho e uma administração que pudesse assumir um papel central quando os vietnamitas se retirassem. A filiação partidária tornou-se mais seletiva, permitindo apenas aqueles considerados "camponeses pobres", não aqueles considerados "camponeses médios" ou estudantes. Em julho e agosto, Pol Pot supervisionou um curso de treinamento de um mês para quadros do CPK na sede da Zona Norte. Seguiu-se o Terceiro Congresso do CPK, com a presença de cerca de 60 delegados, onde Pol Pot foi confirmado como Secretário do Comitê Central e Presidente de sua Comissão Militar.

### Continuação do conflito: 1972

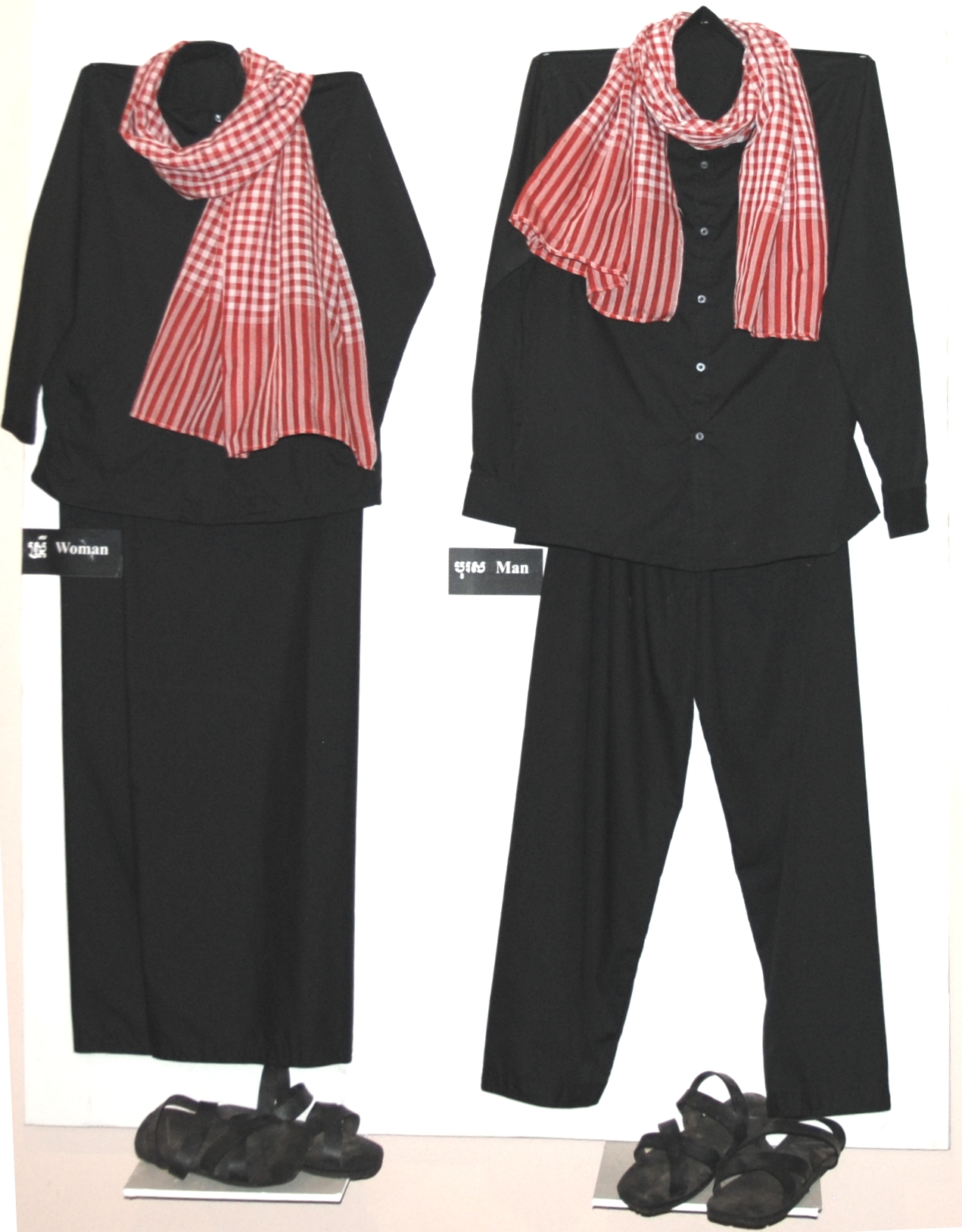
Roupas usadas pelo Quemer Vermelho

No início de 1972, Pol Pot embarcou em sua primeira viagem às áreas do Camboja controladas por marxistas. Nessas áreas, chamadas de "zonas libertadas", a corrupção foi eliminada, o jogo foi proibido e o álcool e os casos extraconjugais foram desencorajados. De 1970 a 1971, o Quemer Vermelho geralmente procurou cultivar boas relações com os habitantes, organizando eleições locais e assembleias. Algumas pessoas consideradas hostis ao movimento foram executadas, embora isso fosse raro. Foi requisitado transporte motorizado privado. Foram formadas lojas cooperativas que vendiam produtos como remédios, tecidos e querosene, fornecendo produtos importados do Vietnã. Os camponeses mais ricos tiveram suas terras redistribuídas de modo que, no final de 1972, todas as famílias que viviam nas áreas controladas por marxistas possuíam a mesma quantidade de terra. As camadas mais pobres da sociedade cambojana se beneficiaram com essas reformas.
A partir de 1972, o Quemer Vermelho começou a tentar remodelar todo o Camboja à imagem do campesinato pobre, cujas vidas rurais, isoladas e autossuficientes eram vistas como dignas de emulação. Em maio de 1972, o grupo começou a ordenar a todos que viviam sob seu controle que se vestissem como camponeses pobres, com roupas pretas, lenços de krama vermelhos e brancos e sandálias feitas de pneus de carro. Essas restrições foram inicialmente impostas ao grupo étnico Cham antes de serem aplicadas a outras comunidades. Pol Pot também se vestia dessa maneira.
Esperava-se que os membros do CPK participassem de "reuniões de estilo de vida" regulares (às vezes diárias), nas quais se engajassem em críticas e autocríticas. Isso cultivou uma atmosfera de vigilância e suspeita perpétua dentro do movimento. Pol Pot e Nuon Chea conduziram essas sessões em sua sede, embora eles próprios estivessem isentos de críticas. No início de 1972, as relações entre o Quemer Vermelho e seus aliados marxistas vietnamitas estavam ficando tensas e alguns confrontos violentos estouraram. Naquele ano, as principais divisões de força do Vietnã do Norte e Vietcongue começaram a se retirar do Camboja, principalmente porque eram necessárias para a ofensiva contra Saigon. À medida que se tornou mais dominante, o CPK impôs um número crescente de controles sobre as tropas vietnamitas ativas no Camboja. Em 1972, Pol Pot sugeriu que Sihanouk deixasse Pequim e viajasse pelas áreas do Camboja sob o controle do CPK. Quando Sihanouk o fez, ele se encontrou com figuras de alto escalão do CPK, incluindo Pol Pot, embora a identidade deste último tenha sido ocultada do rei.

### Coletivização e conquista de Phnom Penh: 1973–1975
Em maio de 1973, Pol Pot ordenou a coletivização das aldeias do território que controlava. Este movimento foi ideológico, visto que ajudou a construir uma sociedade socialista livre e de propriedade privada, e pragmático, pois permitiu ao Quemer Vermelho maior controle sobre o fornecimento de alimentos, garantindo que os agricultores não vendessem seus alimentos aos forças governamentais. Muitos aldeões se ressentiram da coletivização e mataram seus rebanhos para evitar que se tornassem propriedade comum. Nos seis meses seguintes, cerca de 60 000 cambojanos fugiram de áreas sob o controle do Quemer Vermelho. O Quemer Vermelho introduziu o serviço militar obrigatório para reforçar suas forças. As relações entre o Quemer Vermelho e os norte-vietnamitas permaneceram tensas. Depois que este último reduziu temporariamente o fluxo de armas para o Quemer Vermelho, em julho de 1973 o Comitê Central do CPK concordou que os norte-vietnamitas deveriam ser considerados "amigos em conflito". Pol Pot ordenou o internamento de muitos dos Quemer Vermelhos que haviam passado algum tempo no Vietnã do Norte e eram considerados muito simpáticos a eles. A maioria deles foi posteriormente executada.
No verão de 1973, o Quemer Vermelho lançou seu primeiro grande ataque a Phnom Penh, mas foi forçado a recuar em meio a grandes perdas. Mais tarde naquele ano, ele começou a bombardear a cidade com artilharia. No outono, Pol Pot viajou para uma base em Chrok Sdêch, no sopé oriental das Montanhas Cardamomo. No inverno, ele estava de volta à base de Chinit Riber, onde conversou com Sary e Chea. Ele concluiu que o Quemer Vermelho deveria começar a falar abertamente sobre seu compromisso em fazer do Camboja uma sociedade socialista e lançar uma campanha secreta para se opor à influência de Sihanouk, que professava um socialismo de tipo budista. Em setembro de 1974, uma reunião do Comitê Central foi realizada em Meakk, na comuna de Prek Kok. Lá, o Quemer Vermelho concordou que iria expulsar as populações das cidades cambojanas para vilas rurais. Eles viram isso como necessário para desmantelar o capitalismo e seus vícios urbanos associados.
Em 1974, o governo de Lon Nol havia perdido grande parte do apoio, tanto nacional quanto internacionalmente. Em 1975, as tropas que defendiam Phnom Penh começaram a discutir a rendição, finalmente o fizeram e permitiram que o Quemer Vermelho entrasse na cidade em 17 de abril. Lá, soldados do Quemer Vermelho executaram entre 700 e 800 oficiais de alto escalão do governo, militares e policiais. Outras figuras importantes escaparam; Lon Nol fugiu para o exílio nos Estados Unidos. Ele deixou Saukham Khoy como presidente interino, embora também tenha fugido a bordo de um navio da Marinha dos Estados Unidos apenas doze dias depois. Dentro da cidade, as milícias do Quemer Vermelho sob o controle de diferentes comandantes de zona entraram em confronto, em parte como resultado de guerras territoriais e em parte devido à dificuldade de estabelecer quem era membro do grupo e quem não era.
O Quemer Vermelho há muito via a população de Phnom Penh com desconfiança, especialmente porque o número da cidade havia aumentado devido aos refugiados camponeses que fugiram do avanço do Quemer Vermelho e eram vistos como traidores. Pouco depois de tomar a cidade, o Quemer Vermelho anunciou que seus habitantes teriam que evacuar para escapar de um bombardeio americano; o grupo alegou falsamente que a população poderia retornar após três dias. Essa evacuação envolveu a remoção de mais de 2,5 milhões de pessoas da cidade com muito pouca preparação; entre 15 000 e 20 000 deles foram retirados dos hospitais da cidade e forçados a marchar. Postos de controle foram erguidos ao longo das estradas fora da cidade onde os quadros do Quemer Vermelho revistaram os moradores e levaram muitos de seus pertences. A marcha ocorreu no mês mais quente do ano e cerca de 20 000 pessoas morreram ao longo do percurso. Para o Quemer Vermelho, esvaziar Phnom Penh foi visto como demolir não apenas o capitalismo no Camboja, mas também a base de poder de Sihanouk e o anel de espionagem da Agência Central de Inteligência dos Estados Unidos (CIA). Isso ajudou a garantir o domínio do Quemer Vermelho sobre o país e foi um passo para garantir a passagem da população urbana para a produção agrícola.

## Líder do Kampuchea

### Estabelecendo o novo governo: 1975
Em 20 de abril de 1975, três dias após a queda de Phnom Penh, Pol Pot chegou secretamente à cidade abandonada. Junto com outros líderes do Quemer Vermelho, ele se estabeleceu na estação de trem, que era fácil de defender. No início de maio, mudaram sua sede para o antigo prédio do Ministério da Fazenda. A liderança do partido logo realizou uma reunião no Pagode de Prata, onde concordaram que o aumento da produção agrícola deveria ser a principal prioridade de seu governo. Pol Pot afirmou que "a agricultura é fundamental tanto para a construção da nação quanto para a defesa nacional"; Ele acreditava que, a menos que o Camboja pudesse se desenvolver rapidamente, seria vulnerável à dominação vietnamita, como havia sido no passado. Sua meta era atingir 70-80% da mecanização agrícola em cinco a dez anos e uma base industrial moderna em quinze a vinte anos. Como parte desse projeto, Pol Pot tornou imperativo o desenvolvimento de meios para garantir que a população agrícola trabalhasse mais do que antes.
O Quemer Vermelho queria estabelecer o Camboja como um estado autossuficiente. Eles não rejeitaram completamente a ajuda externa, embora a considerassem perniciosa. Embora a China tenha fornecido ajuda alimentar substancial, isso não foi publicamente reconhecido. Pouco depois da captura de Phnom Penh, Ieng Sary viajou para Pequim e negociou o fornecimento de 13 300 toneladas de armas chinesas para o Camboja. Na reunião do Congresso Nacional em abril, o Quemer Vermelho declarou que não permitiria nenhuma base militar estrangeira em solo cambojano, uma ameaça ao Vietnã, que ainda tinha 20 000 soldados no Camboja. Para acalmar as tensões decorrentes dos recentes confrontos territoriais com soldados vietnamitas sobre a disputada ilha de Wai, Pol Pot, Nuon Chea e Ieng Sary viajaram secretamente para Hanói em maio, onde propuseram um Tratado de Amizade entre os dois países. No curto prazo, isso aliviou com sucesso as tensões. Depois de Hanói, Pol Pot foi para Pequim, novamente em segredo. Lá ele conheceu Mao e depois Deng. Embora a comunicação com Mao fosse prejudicada pela dependência de tradutores, Mao exortou o jovem cambojano a não imitar acriticamente o caminho para o socialismo perseguido pela China ou qualquer outro país e a evitar a repetição de atos mais extremos que o Quemer Vermelho. fazendo. Durante a reunião, Mao disse a Pol Pot: "Nós concordamos com você! Muito da sua experiência é melhor do que a nossa. A China não está qualificada para criticá-lo. Cometemos erros de rota política dez vezes em cinquenta anos — alguns são nacionais, alguns são locais... Portanto, eu digo que a China não tem qualificação para criticá-lo, mas deve aplaudi-lo. Você está basicamente correto...". Pol Pot respondeu: "A questão das linhas de luta levantadas pelo presidente Mao é uma questão estratégica importante. Seguiremos suas palavras no futuro. Eu li e aprendi várias obras do Presidente Mao desde que era jovem, especialmente a teoria da Guerra Popular. Seus trabalhos têm guiado todo o nosso Partido". Na China, Pol Pot também recebeu tratamento médico para malária e doenças gástricas. Pol Pot então viajou para a Coreia do Norte e se encontrou com Kim Il Sung. Em meados de julho, ele voltou ao Camboja, passando o mês de agosto viajando pelo sudoeste e pelo leste.
Em maio, Pol Pot adotou o Pagode de Prata como sua residência principal. Em seguida, foi transferido para a estrutura mais alta da cidade, os prédios do banco construídos na década de 1960, que ficaram conhecidos como "K1". Várias outras figuras governamentais de alto nível, Nuon Chea, Sary e Vorn Vet, também viviam lá. A esposa de Pol Pot, cuja esquizofrenia havia piorado, foi enviada para morar em uma casa em Boeung Keng Kâng. Mais tarde, em 1975, Pol Pot também assumiu a antiga casa da família Ponnary na rue Docteur Hahn e, posteriormente, também assumiu uma villa no sul da cidade para sua própria residência. Para dar ao seu governo uma aparência maior de legitimidade, Pol Pot organizou uma eleição parlamentar, embora houvesse apenas um candidato em cada distrito, exceto Phnom Penh. O parlamento então se reuniu por apenas três horas.
Embora Pol Pot e o Quemer Vermelho continuassem sendo o governo de fato, inicialmente o governo formal era a coalizão GRUNK, embora seu chefe nominal, Penn Nouth, permanecesse em Pequim. Ao longo de 1975, o governo do Partido Comunista do Camboja foi mantido em segredo. Em uma reunião especial do Congresso Nacional em 25 e 27 de abril, o Quemer Vermelho concordou em nomear Sihanouk como chefe de estado nominal, status que manteve ao longo de 1975. Sihanouk estava dividindo seu tempo entre Pequim e Pyongyang, mas em setembro ele estava autorizado a retornar ao Camboja. Pol Pot estava ciente de que, se deixado no exterior, Sihanouk poderia se tornar um ponto de encontro para a oposição e, portanto, seria melhor incorporado ao próprio governo quemer; ele também esperava tirar vantagem da figura de Sihanouk no Movimento dos Não-Alinhados. Uma vez em casa, Sihanouk fixou residência em seu palácio e foi bem tratado. Ele teve permissão para viajar para o exterior, em outubro ele discursou na Assembleia Geral da ONU para promover o novo governo cambojano e, em novembro, embarcou em uma turnê internacional.
As forças militares do Quemer Vermelho ainda estavam divididas em diferentes zonas e, em um desfile militar em julho, Pol Pot anunciou a integração formal de todas as tropas em um exército nacional revolucionário, que será liderado por Son Sen. Embora uma nova moeda cambojana tenha sido impressa na China durante a guerra civil, o Quemer Vermelho decidiu não introduzi-la. Na Plenária do Comitê Central realizada em Phnom Penh em setembro, eles concordaram que a moeda levaria à corrupção e prejudicaria seus esforços para estabelecer uma sociedade socialista. Portanto, não havia salários no Kampuchea Democrático. Esperava-se que a população fizesse tudo o que o Quemer Vermelho ordenasse, sem pagamento. Se recusassem, enfrentariam punição, às vezes execução. Por esta razão, Short caracterizou o Camboja de Pol Pot como um "estado escravo", com seu povo efetivamente forçado à escravidão trabalhando sem remuneração. Na Plenária de setembro, Pol Pot anunciou que todos os agricultores deveriam cumprir uma cota de três toneladas de arroz em casca, ou arroz não moído, por hectare, um aumento do que era anteriormente o rendimento médio. Ele também anunciou que a manufatura deve se concentrar na produção de máquinas agrícolas básicas e produtos industriais leves, como bicicletas.

### Reforma rural
A partir de 1975, todos os que viviam em cooperativas rurais, ou seja, a grande maioria da população do Camboja, foram reclassificados como membros de um de três grupos: membros efetivos, candidatos e curadores. Os membros plenos, a maioria dos quais eram camponeses pobres ou de classe média baixa, tinham direito a rações completas e podiam ocupar cargos políticos em cooperativas e ingressar no exército e no Partido Comunista. Os candidatos ainda podem preencher cargos administrativos de baixo nível. A aplicação deste sistema tripartido era desigual e foi introduzida em áreas diferentes em momentos diferentes. No terreno, a divisão social básica foi mantida entre pessoas "básicas" e "novas" pessoas. Pol Pot não pretendia exterminar todas as "novas" pessoas, embora estas fossem geralmente tratadas com dureza e isso levou alguns comentaristas a acreditar que o extermínio era o desejo do governo. Pol Pot, em vez disso, queria dobrar ou triplicar a população do país, esperando que pudesse chegar a 15 a 20 milhões em uma década.
Dentro das cooperativas da aldeia, a milícia do Quemer Vermelho matava regularmente aqueles que considerava "maus elementos". Uma declaração comum usada pelo Quemer Vermelho que eles executaram foi que "segurar você não é ganho, destruí-lo não é perda". Os mortos eram frequentemente enterrados nos campos para servir de fertilizante. Durante o primeiro ano de governo do Quemer Vermelho, a maioria das áreas do país conseguiu evitar a fome, apesar do significativo aumento populacional causado pela evacuação das cidades. Houve exceções, como partes da Zona Noroeste e as áreas ocidentais de Kompong Chhnang, onde a fome ocorreu em 1975.
O novo Comitê Permanente decretou que a população trabalharia dez dias por semana com um dia de folga; um sistema inspirado no usado após a Revolução Francesa. Foram tomadas medidas para doutrinar aqueles que viviam nas cooperativas, com frases fixas sobre trabalho árduo e amor ao Camboja sendo amplamente utilizadas e transmitidas por alto-falantes ou rádio. Novos neologismos foram introduzidos e o vocabulário cotidiano alterado para promover uma mentalidade mais coletivista. Os cambojanos foram incentivados a falar de si próprios no plural "nós", em vez do singular "eu". Enquanto trabalhavam nos campos, as pessoas geralmente eram segregadas por sexo. O esporte era proibido. O único material de leitura que a população pôde ler foi o produzido pelo governo, especialmente o jornal Padevat ("Revolução"). Restrições de movimento foram impostas e as pessoas só podiam viajar com a permissão das autoridades locais do Quemer Vermelho.

### Kampuchea Democrático: 1976-1979

Bandeira do Kampuchea Democrático

Em janeiro de 1976, uma reunião de gabinete foi realizada para promulgar uma nova constituição declarando que o país seria renomeado como "Kampuchea Democrático". A constituição afirmava a propriedade estatal dos meios de produção, declarava a igualdade entre homens e mulheres e os direitos e obrigações de trabalho de todos os cidadãos. Ele destacou que o país seria governado por um presidium de três pessoas, e na época os líderes de Pol Pot e do Quemer Vermelho esperavam que Sihanouk assumisse uma dessas funções. No entanto, Sihanouk ficou cada vez mais desconfortável com o novo governo e, em março, renunciou ao cargo de chefe de estado. Pol Pot tentou várias vezes, mas sem sucesso, mudar de ideia. Sihanouk pediu permissão para viajar para a China, alegando a necessidade de tratamento médico, mas foi negado. Em vez disso, eles o mantiveram em seu palácio, que estava suficientemente abastecido com produtos para permitir-lhe um estilo de vida luxuoso durante os anos do Quemer Vermelho.
A destituição de Sihanouk do cargo pôs fim à alegação de que o governo do Quemer Vermelho era uma frente única. Com Sihanouk fora do governo, o governo de Pol Pot declarou que a "revolução nacional" havia acabado e que a "revolução socialista" poderia começar, permitindo ao país avançar para o comunismo puro o mais rápido possível. Pol Pot descreveu o novo estado como "um modelo precioso para a humanidade" com um espírito revolucionário que superou o dos movimentos socialistas revolucionários anteriores. Na década de 1970, Pol Pot apresentou o exemplo do Camboja como aquele que outros movimentos marxista-leninistas revolucionários deveriam seguir.

Como parte do novo Presidium, Pol Pot se tornou o primeiro-ministro do país. Foi nesse ponto que ele adotou o pseudônimo público de "Pol Pot"; Como ninguém no país sabia quem ele era, uma biografia fictícia foi apresentada. Os principais aliados de Pol Pot assumiram as outras duas posições, com Nuon Chea como presidente do Comitê Permanente da Assembleia Nacional e Khieu Samphân como chefe de estado. Em princípio, o Comitê Permanente do Quemer Vermelho tomava decisões com base no princípio leninista de centralismo democrático. Na verdade, foi mais autocrático, com as decisões de Pol Pot sendo implementadas. O parlamento eleito no ano anterior nunca se reuniu depois de 1976. Em setembro de 1976, Pol Pot revelou publicamente que Angkar era uma organização marxista-leninista. Em abril de 1977, Ieng Sary declararia que "não somos comunistas... somos revolucionários [que não] pertencem ao grupo comumente aceito da Indochina comunista". No entanto, em setembro de 1977, em um comício no Estádio Olímpico, Pol Pot revelou a existência do Partido Comunista do Kampuchea (CPK), esclarecendo que Angkar era um pseudónimo para o CPK. Na ocasião, Pol Pot diria, também pelo 17º aniversário do CPK:
Nosso povo de todas as classes sociais e estratos já sabe que o Partido Comunista do Kampuchea é o único líder genuíno da revolução kampucheana ... Além disso, o nosso povo sabe perfeitamente que, para que as sucessivas vitórias revolucionárias, que culminaram na grande vitória de 17 de abril de 1975, fossem possíveis, a liderança do CPK era necessária ... Porque, durante um longo período de 17 anos, o nosso Partido não tornou pública a sua existência, todo o povo do Kampuchea, especialmente pobres estratos, aguardava com ansiedade a proclamação solene do Partido Comunista do Kampuchea ... É por isso que estamos convencidos de que, a partir de agora, todo o povo do Kampuchea elogiará o correto e clarividente Partido Comunista do Kampuchea, e aumentará o apoio que sempre deu ao que conheceram apenas como a "Organização Revolucionário do Kampuchea"...
Nossos amigos ao redor do mundo também sabem que nenhum povo no mundo ganhou uma revolução sem ser liderado por um partido da classe trabalhadora. Por que então, no Kampuchea, onde o povo conquistou vitória após vitória na maior vitória sobre o imperialismo dos EUA, o líder do imperialismo mundial, eles nunca ouviram falar da liderança de um partido comunista? Assim, todos esses amigos também aguardaram a proclamação solene da existência oficial do Partido Comunista do Kampuchea para louvá-lo e a grande vitória conquistada pelo Partido, que levou o povo do Kampuchea à gloriosa vitória de 17 de abril de 1975.

Por ocasião da proclamação oficial da existência do nosso Partido, muito se regozijará todo o nosso povo. Os nossos amigos próximos e distantes nos cinco continentes irão aplaudi-lo calorosamente, enquanto os imperialistas e reaccionários ficarão amargurados com o prestígio e o poder do Partido Comunista do Kampuchea.
Em setembro de 1976, foi anunciado que Pol Pot havia renunciado ao cargo de primeiro-ministro, sendo substituído por Nuon Chea, mas na verdade permaneceu no poder, retornando ao cargo anterior em outubro. Esta foi possivelmente uma tática diversiva para distrair o governo vietnamita enquanto Pol Pot purgava o CPK de indivíduos que ele suspeitava nutrir simpatias vietnamitas.
A população cambojana era oficialmente conhecida como "Kampucheano" em vez de "quemer" para evitar a especificidade étnica associada ao último termo. A língua quemer, agora rotulada de "Kampucheana" pelo governo, era a única língua legalmente reconhecida, e a minoria sino-quemer foi proibida de falar nas línguas chinesas que normalmente usavam. Pressão foi colocada sobre o Cham para assimilar culturalmente à maior população quemer.
Pol Pot iniciou uma série de grandes projetos de irrigação em todo o país. Na Zona Leste, por exemplo, foi construída uma grande barragem. Muitos desses projetos de irrigação falharam por falta de conhecimento técnico por parte dos trabalhadores.
O Comitê Permanente concordou em unir várias aldeias em uma única cooperativa de 500 a 1 000 famílias, com o objetivo de formar unidades do tamanho de uma comuna com o dobro do tamanho. Também foram introduzidas cozinhas comunitárias para que todos os membros de uma comuna comam juntos, em vez de em suas casas individuais. Foi proibida a busca de alimentos adicionais, considerada conduta individualista. Desde o verão de 1976, o governo ordenou que crianças com mais de sete anos vivessem não com seus pais, mas em comunidade com instrutores do Quemer Vermelho. As cooperativas produziam menos alimentos do que o governo acreditava, em parte devido à falta de motivação dos trabalhadores e ao desvio dos trabalhadores mais fortes para projetos de irrigação. Temendo críticas, muitos quadros do partido alegaram falsamente que haviam atingido a cota governamental de produção de alimentos. O governo percebeu isso e, no final de 1976, Pol Pot reconheceu a escassez de alimentos em três quartos do país.
Membros do Quemer Vermelho receberam privilégios especiais não desfrutados pelo resto da população. Os membros do partido tinham melhor comida e os quadros às vezes tinham acesso a bordéis clandestinos. Membros do Comitê Central podiam ir à China para tratamento médico, e os escalões mais altos do partido tinham acesso a produtos de luxo importados.

#### Expulsões e execuções
O Quemer Vermelho também classificou as pessoas de acordo com suas origens religiosas e étnicas. Sob a liderança de Pol Pot, o Quemer Vermelho tinha uma política de ateísmo de estado. Monges budistas eram vistos como parasitas sociais e designados como uma "classe especial". Um ano após a vitória do Quemer Vermelho na guerra civil, os monges do país foram forçados a fazer trabalhos manuais em cooperativas rurais e projetos de irrigação. Apesar de sua iconoclastia ideológica, muitos monumentos históricos foram deixados intactos pelo Quemer Vermelho; Para o governo Pol Pot, como seus antecessores, o estado histórico de Angkor foi um marco importante.
Várias revoltas isoladas eclodiram contra o governo Pol Pot. O chefe regional do Quemer Vermelho da Zona Ocidental, Koh Kong, e seus seguidores começaram a lançar ataques em pequena escala contra alvos do governo ao longo da fronteira com a Tailândia. Houve também várias rebeliões entre os Cham. Em fevereiro de 1976, explosões em Siem Reap destruíram um depósito de munições. Pol Pot suspeitou que figuras militares de alto escalão estavam por trás do ataque e, embora não pudesse provar quem foi o responsável, prendeu vários oficiais do exército.
Em setembro de 1976, vários membros do partido foram presos e acusados de conspirar com o Vietnã para derrubar o governo de Pol Pot. Durante os meses seguintes, o número de detidos aumentou. O governo fabricou acusações de tentativas de assassinato contra seus principais membros para justificar essa repressão interna dentro do próprio CPK. Esses membros do partido foram acusados de serem espiões da CIA, da KGB soviética ou dos vietnamitas. Eles foram encorajados a confessar as alegações, muitas vezes após tortura ou ameaça de tortura, e essas confissões foram lidas nas reuniões do partido. Além de acontecer na área ao redor de Phnom Penh, quadros de confiança do partido foram enviados a áreas do país para iniciar novos expurgos entre os membros do partido lá.
O Quemer Vermelho converteu uma escola secundária abandonada na região de Tuol Sleng de Phnom Penh em uma prisão de segurança, S-21. Foi colocado sob a responsabilidade do Ministro da Defesa, Son Sen. Os números enviados para S-21 aumentaram constantemente à medida que o expurgo da CPK progredia. Na primeira metade de 1976, cerca de 400 pessoas foram enviadas para lá; na segunda metade do ano, esse número se aproximava de 1 000. Na primavera de 1977, 1 000 pessoas eram despachadas por mês. Entre 15 000 e 20 000 pessoas seriam mortas em S-21 durante o período do Quemer Vermelho. Cerca de uma dúzia deles eram ocidentais. Pol Pot nunca visitou pessoalmente S-21.
Do final de 1976 em diante, e especialmente em meados de 1977, os níveis de violência aumentaram no Kampuchea Democrático, especialmente no nível da aldeia. Nas áreas rurais, a maioria dos assassinatos foi perpetrada por jovens quadros que estavam fazendo cumprir o que acreditavam ser a vontade do governo. Em todo o país, quadros camponeses torturaram e assassinaram membros de suas comunidades de que não gostavam. Muitos oficiais comeram o fígado de suas vítimas e arrancaram fetos não nascidos de suas mães para usar como talismãs kun krak. O Comando Central do CPK estava ciente de tais práticas, mas não fez nada para impedi-las. Em 1977, a violência crescente, juntamente com a má nutrição, estava gerando desilusão, mesmo dentro da principal base de apoio do Quemer Vermelho. Um número crescente de cambojanos tentou fugir para a Tailândia e o Vietnã. No outono de 1977, Pol Pot declarou o fim dos expurgos. De acordo com os próprios números do CPK, em agosto de 1977 entre 4 000 e 5 000 membros do partido foram liquidados como "agentes inimigos" ou "maus elementos".
Em 1978, o governo lançou um segundo expurgo, durante o qual dezenas de milhares de cambojanos foram acusados de serem simpatizantes do Vietnã e mortos. Neste ponto, os membros restantes do CPK que haviam passado algum tempo em Hanói foram mortos, junto com seus filhos. Em janeiro de 1978, Pol Pot anunciou a seus colegas que seu lema deveria ser "Purifique o Partido! Purifique o exército! Purifique os quadros!".

#### 17º Aniversário do Partido Comunista do Kampuchea
No 17º aniversário do CPK, realizado em setembro de 1977, Pol Pot, após dar a conhecer a existência do Partido Comunista do Kampuchea, identificou que:
O Kampuchea já tem uma história de mais de 2.000 anos. Esta história mostra que a sociedade kampucheana, como qualquer outra sociedade, passou por vários estágios diferentes. A sociedade kampucheana passou por um estágio de comunismo primitivo. Depois do comunismo primitivo, entrou no período da escravidão e depois no período feudal. Depois disso, entrou na fase do capitalismo. Recentemente, após o período capitalista, a sociedade kampucheana entrou em uma nova era, a era da sociedade socialista. Assim, passamos por todas as etapas históricas. 
Pol Pot alegaria que em 1957 foi criado um comitê para preparar a linha política do Partido, "o comitê elaborou um anteprojeto de linha política do Partido, baseado no marxismo-leninismo e nos princípios da independência, soberania e autossuficiência, para ser donos do nosso destino, aplicando o marxismo-leninismo às realidades concretas do Kampuchea e Sociedade kampucheana". Sobre a situação no Kampuchea Democrático, Pol Pot afirmaria que:
1. As velhas relações de produção, baseadas na exploração e na opressão, foram abolidas e a nova ordem de produção independente, igualitária, socialista e coletiva está sendo gradualmente consolidada e desenvolvida.
2. As forças de produção, especialmente os trabalhadores que representam 90% da população, estão completamente liberados ...
3. ... Atualmente, nossas cooperativas são unidades coletivas, muito sólidas do ponto de vista político, ideológico e organizacional ... Cada cooperativa se tornou uma pequena sociedade coletivista, uma sociedade inteiramente nova, livre de tradições e culturas corruptas e depravadas ...
4. ... Continuamos operando sem o uso de dinheiro, sem salário diário ...
5. Há outro aspecto importante da situação que nos dá motivo de festa e fortalece nossa confiança no movimento revolucionário. Este é o imenso poder de nosso povo, que participa com entusiasmo e avidez da revolução socialista e da construção socialista ...

6. Junto com os cinco fatores listados acima, há outro importante: a implementação da ditadura do proletariado do Partido em todas as áreas de nossa atividade revolucionária ... 

#### Relações Exteriores

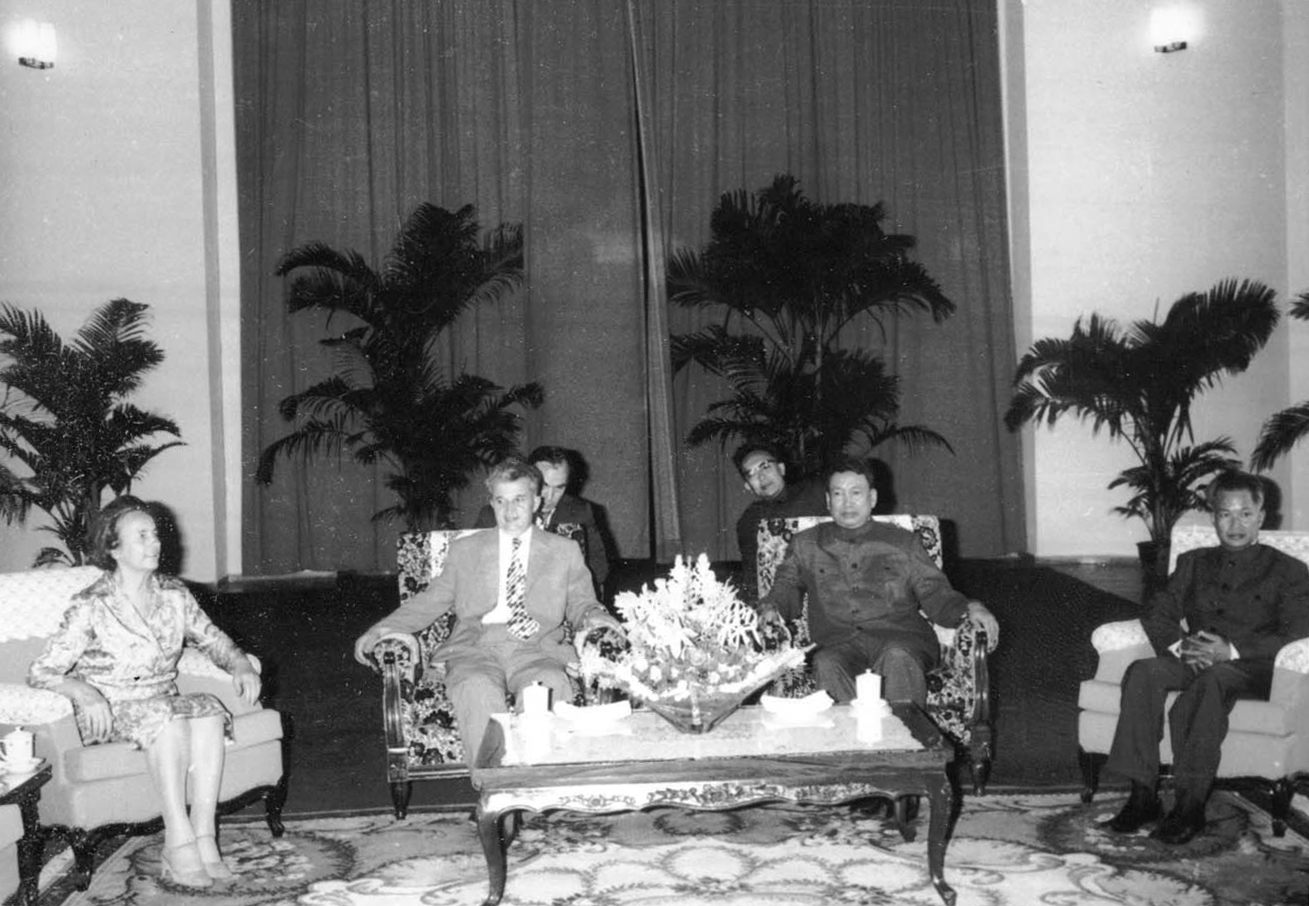
Nicolae Ceaușescu com Pol Pot

Externamente, as relações entre o Camboja e o Vietnã foram calorosas após o estabelecimento do Kampuchea Democrático; após a unificação do Vietnã em julho de 1976, o governo cambojano emitiu uma mensagem de congratulações. Em privado, as relações entre os dois estavam diminuindo. Em um discurso no primeiro aniversário de sua vitória na guerra civil, Khieu se referiu aos vietnamitas como imperialistas. Em maio de 1976, uma negociação para estabelecer uma fronteira formal entre os dois países fracassou.
Ao tomar o poder, o Quemer Vermelho rejeitou os estados ocidentais e a União Soviética como fontes de apoio. Em vez disso, a China se tornou o principal parceiro internacional do Camboja. Com o Vietnã cada vez mais se aliando à União Soviética em relação à China, os chineses viam o governo de Pol Pot como um baluarte contra a influência vietnamita na Indochina. Mao prometeu US $ 1 bilhão em ajuda militar e econômica ao Camboja, incluindo uma doação imediata de US$ 20 milhões. Muitos milhares de conselheiros militares e técnicos chineses também foram enviados ao país para ajudar em projetos como a construção do aeroporto militar Kampong Chhnang. No entanto, a relação entre os governos chinês e cambojano foi obscurecida por suspeitas mútuas e a China teve pouca influência nas políticas internas de Pol Pot. China teve uma influência maior na política externa do Camboja, pressionando com sucesso o país a buscar uma reaproximação com a Tailândia e uma comunicação aberta com os Estados Unidos para combater a influência vietnamita na região. Estima-se que pelo menos 90% da ajuda externa ao Quemer Vermelho veio da China. Após a morte de Mao em setembro de 1976, Pol Pot o elogiou e o Camboja declarou um período oficial de luto. Naquela ocasião, ele declararia:
Chegamos à Embaixada da República Popular da China com extrema dor e pesar para estender nosso ilimitado afeto revolucionário e estima à memória da sublime alma do Presidente Mao Tsé-Tung, o estimado e amado grande líder do povo chinês, nosso fraterno camaradas de armas, o notável mestre do proletariado mundial e das nações oprimidas e do povo oprimido, e o camarada de armas mais próximo e afetuoso do povo de Kampuchea. Embora o presidente Mao Tsé-Tung tenha abandonado o povo chinês e o povo oprimido do mundo, seu nome e o pensamento de Mao Tsé-Tung viverão para sempre nos corações do povo revolucionário da China e do povo oprimido do mundo.
Em novembro de 1976, Pol Pot viajou secretamente para Pequim, buscando manter a aliança de seu país com a China depois que a Camarilha dos Quatro foi presa. De Pequim, eles o levaram em um tour pela China, visitando locais associados a Mao e ao Partido Comunista Chinês. Os chineses foram o único país que teve permissão para manter sua antiga embaixada em Phnom Penh. Todos os outros diplomatas foram forçados a viver em quartos designados no Boulevard Monivong. Esta rua estava bloqueada e os diplomatas não podiam sair sem escolta. A comida era trazida a eles e fornecida através da única loja que permaneceu aberta no país. Da sua relação com os chineses, ele declarou que "nossos dois partidos, dois governos e dois povos têm mantido uma posição marxista-leninista, correta, e fundamentalmente idêntica", enfatizando que:
Nós, o povo de Kampuchea, nutrimos um profundo amor por nossos irmãos chineses. As alegrias e tristezas do povo chinês são nossas alegrias e tristezas, as vitórias do povo chinês são nossas vitórias. Estamos determinados a trabalhar arduamente para proteger, consolidar e desenvolver esta grande unidade militante e esta amizade fraterna e revolucionária para que durem para sempre.
Por sua vez, em 1975, Fidel Castro recebeu Ieng Sary, um dos líderes do Quemer Vermelho, em Havana, onde trataria de "aspectos de interesse mútuo". Em seu discurso de 19 de abril de 1976, Fidel Castro elogiou a luta contra o imperialismo onde “o imperialismo não pode deter a marcha vitoriosa dos povos. Girón, Vietname, Laos, Camboja, (...) são provas irrefutáveis desta verdade”. Nesse mesmo ano, em 16 de julho de 1976, seriam estabelecidas associações de amizade entre Cuba, Vietnã, Laos e Camboja. No Camboja, Cuba teria uma embaixada, além de agentes cubanos e uma assessoria de imprensa. Em janeiro de 1977, os líderes do regime do Quemer Vermelho compareceram a uma recepção pelo aniversário da Revolução Cubana na qual, Ieng Sary destacaria “o apoio oferecido por Cuba ao Kampuchea durante a guerra de libertação nacional, bem como na fase atual de construir uma nova sociedade”. No entanto, apesar da tentativa de Cuba de estabelecer relações diplomáticas com o Camboja, em setembro de 1977, Pol Pot afirmou em um discurso que "a União Soviética, o Vietnã e Cuba estão cooperando para nos combater nas áreas de fronteira", acrescentando que "acreditamos que eles estão preparando espiões para penetrar em nossas forças”. Em 1978, Cuba apoiaria o Vietnã contra o Camboja. Pol Pot viu o Quemer Vermelho como um exemplo que deveria ser copiado por outros movimentos revolucionários em todo o mundo e cortejou líderes marxistas da Birmânia, Indonésia, Malásia e Tailândia, permitindo que marxistas tailandeses estabelecessem bases ao longo da fronteira com o Camboja com a Tailândia. Em novembro de 1977, Ne Win da Birmânia foi o primeiro chefe de governo estrangeiro a visitar o Kampuchea Democrático, seguido pouco depois por Nicolae Ceaușescu da Romênia em 1978. No mesmo ano, Pol Pot seria entrevistado por jornalistas iugoslavos. Na referida entrevista, Pol Pot declararia que:
Nossa aspiração é construir uma sociedade onde prevaleçam a felicidade, a prosperidade e a igualdade para todos, uma sociedade onde não haja classe exploradora, nem classe explorada, nem gente exploradora, nem gente explorada, e onde todos participem das obras de produção e de defesa nacional. Sobre essas bases e objetivos, estamos construindo nossa nova sociedade. 
O líder da Iugoslávia, Josip Tito, criticou o Quemer Vermelho, apesar da admiração de Pol Pot por suas políticas, no entanto, apesar de seu desgosto pelo regime do Quemer Vermelho, Tito não apoiaria a invasão do Camboja pelo Vietnã.

#### Número de mortes
Ben Kiernan estima que entre 1,671 milhão e 1,871 milhão de cambojanos morreram como resultado da política do Quemer Vermelho, ou entre 21% e 24% da população do Camboja em 1975. Um estudo do demógrafo francês Marek Sliwinski estimou pouco menos de 2 milhões de mortes não naturais sob o Quemer Vermelho de uma população cambojana de 1975 de 7,8 milhões; 33,5% dos homens cambojanos morreram sob o Quemer Vermelho, em comparação com 15,7% das mulheres cambojanas. De acordo com uma fonte acadêmica de 2001, as estimativas mais amplamente aceitas de mortes em excesso sob o Quemer Vermelho variam de 1,5 a 2 milhões, embora números tão baixos quanto 1 milhão e tão altos quanto 3 milhões tenham sido citados; As estimativas convencionalmente aceitas de mortes devido a execuções do Quemer Vermelho variam de 500 000 a 1 milhão, "entre um terço e metade da mortalidade excedente durante o período". No entanto, uma fonte acadêmica de 2013 (citando pesquisa de 2009) indica que a execução pode ter representado até 60% do total, com 23 745 valas comuns contendo aproximadamente 1,3 milhão de supostas vítimas de execução.
Embora consideravelmente mais alto do que as estimativas anteriores e mais amplamente aceitas de execuções do Quemer Vermelho, Craig Etcheson do Centro de Documentação do Camboja (DC-Cam) defendeu essas estimativas de mais de um milhão de execuções como "plausíveis, dada a natureza da vala comum e métodos DC-Cam, que são mais propensos a produzir uma contagem de corpos mais baixa do que uma superestimativa". O demógrafo Patrick Heuveline estimou que entre 1,17 milhão e 3,42 milhões de cambojanos morreram de causas não naturais entre 1970 e 1979, e entre 150 000 e 300 000 dessas mortes ocorreram durante a guerra civil. A estimativa central de Heuveline é de um excesso de 2,52 milhões de mortes, das quais 1,4 milhão foram resultado direto da violência. Apesar de ser baseada em uma pesquisa de casa em casa de cambojanos, a estimativa de 3,3 milhões de mortes promulgada pelo regime sucessor do Quemer Vermelho, a República Popular do Kampuchea (PRK), é considerada em geralmente um exagero; Entre outros erros metodológicos, as autoridades do PRK adicionaram o número estimado de vítimas encontradas nas valas comuns parcialmente exumadas aos resultados brutos da pesquisa, o que significa que algumas vítimas teriam sido contadas duas vezes.
Estima-se que 300 000 cambojanos morreram de fome entre 1979 e 1980, em grande parte como resultado das consequências das políticas do Quemer Vermelho.

### Queda do Kampuchea Democrático

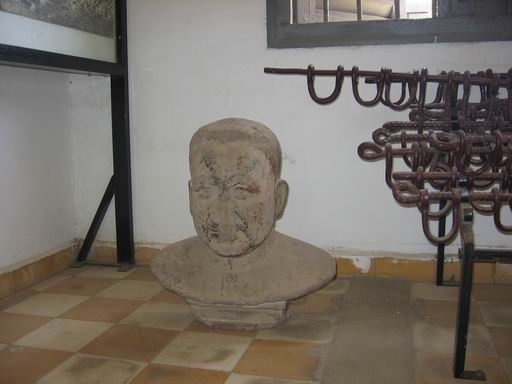
Efígies de Pol Pot foram produzidas em antecipação a um culto à personalidade que nunca foi realizado. Este exemplo está em exibição no Museu do Genocídio Tuol Sleng

Em dezembro de 1976, a sessão plenária anual do Comitê Central do Camboja propôs que o país se preparasse para a perspectiva de uma guerra com o Vietnã. Pol Pot acreditava que o Vietnã estava comprometido com o expansionismo e, portanto, uma ameaça à independência do Camboja. Houve novos confrontos de fronteira entre o Camboja e o Vietnã no início de 1977, que continuaram até abril. Em 30 de abril, unidades cambojanas, apoiadas por fogo de artilharia, entraram no Vietnã e atacaram uma série de aldeias, matando várias centenas de civis vietnamitas. O Vietnã respondeu ordenando que sua Força Aérea bombardeasse as posições da fronteira cambojana. Vários meses depois, a luta recomeçou; Em setembro, duas divisões do leste do Camboja entraram na área de Tay Ninh, no Vietnã, atacando várias aldeias e massacrando seus habitantes. Naquele mês, Pol Pot viajou para Pequim e de lá para a Coreia do Norte, onde Kim Il Sung se manifestou contra o Vietnã em solidariedade ao Quemer Vermelho.
Em dezembro, o Vietnã enviou 50 000 soldados pela fronteira em um trecho de 160 quilômetros, penetrando 19 quilômetros no Camboja. O Camboja então rompeu formalmente as relações diplomáticas com o Vietnã. As forças cambojanas lutaram contra os invasores, que haviam recuado para o Vietnã em 6 de janeiro de 1978. Nesse momento, Pol Pot ordenou que o exército cambojano assumisse uma postura agressiva e pró-ativa, atacando as tropas vietnamitas antes que estas tem uma chance de agir. Em janeiro e fevereiro de 1978, o exército cambojano lançou ataques a várias aldeias vietnamitas. O Politburo vietnamita concluiu mais tarde que não deve deixar Pol Pot no poder, mas deve removê-lo do poder antes que o exército cambojano se torne ainda mais forte. Em 1978, ele estabeleceu campos de treinamento militar para refugiados cambojanos no sul do Vietnã, formando o núcleo de um futuro regime cambojano. O governo cambojano também se preparou para a guerra. Planos foram traçados para um culto à personalidade em torno de Pol Pot, baseado nos modelos chinês e norte-coreano, na crença de que tal culto unificaria a população em tempos de guerra. Grandes fotografias de Pol Pot foram colocadas em salas de jantar comuns, enquanto pinturas a óleo e bustos dele eram produzidos. O culto nunca foi finalmente implementado.
O fracasso das tropas cambojanas no leste em resistir com sucesso à incursão vietnamita fez Pol Pot suspeitar de sua lealdade. Ele ordenou um expurgo da Zona Leste, com mais de 400 quadros do CPK da área enviados para o S-21. Cientes de que seriam assassinados por ordem de Pol Pot, um número crescente de soldados da Zona Leste começou a se rebelar contra o governo do Quemer Vermelho. Pol Pot enviou mais tropas para a Zona Leste para derrotar os rebeldes, ordenando-lhes que matassem os habitantes de qualquer aldeia que se acreditava abrigar forças rebeldes. Essa supressão no leste foi, de acordo com Short, "o episódio mais sangrento sob Pol Pot". Fugindo das tropas do governo, muitos rebeldes proeminentes, incluindo os vice-chefes de zona Heng Samrin e Pol Saroeun, chegaram ao Vietnã, onde se juntaram à comunidade de exilados anti-Pol Pot. Em agosto de 1978, Pol Pot só podia considerar confiáveis as forças de Mok no sudoeste e as forças de Pauk na Zona Central.
No início de 1978, o governo Pol Pot começou a tentar melhorar as relações com vários países estrangeiros, como a Tailândia, para fortalecer sua posição em relação ao Vietnã. Muitos outros governos do sudeste asiático simpatizaram com a situação cambojana, temendo o impacto do expansionismo vietnamita e da influência soviética em seus próprios países. Embora apoiasse os cambojanos, o governo chinês decidiu não enviar seu exército ao Camboja por medo de que um conflito total com o Vietnã pudesse levar à guerra com a União Soviética. Enquanto isso, o Vietnã estava planejando uma invasão em grande escala do Camboja. Em dezembro de 1978, ele lançou formalmente a Frente Nacional Unida Quemer para a Salvação Nacional (KNUFNS), um grupo formado por exilados cambojanos que ele esperava instalar no lugar do Quemer Vermelho. KNUFNS foi inicialmente dirigido por Heng Samrin. Temendo essa ameaça vietnamita, Pol Pot escreveu um tratado anti-vietnamita intitulado O Livro Negro.

Em setembro de 1978, Pol Pot começou a cortejar mais e mais Sihanouk na esperança de que este pudesse se tornar um ponto de encontro em apoio ao governo do Quemer Vermelho. Naquele mesmo mês, Pol Pot voou para a China para se encontrar com Deng Xiaoping. Deng condenou a agressão vietnamita, mas sugeriu que o Quemer Vermelho precipitou o conflito por ser muito radical em suas políticas e por permitir que as tropas cambojanas se comportassem anarquicamente ao longo da fronteira com o Vietnã. Retornando ao Camboja em outubro, Pol Pot ordenou que o exército do país mudasse de tática, adotando uma estratégia defensiva que envolvia o uso pesado de minas terrestres para impedir as incursões vietnamitas. Ele também alertou o exército para evitar confrontos diretos que incorreriam em pesadas perdas e, em vez disso, adotar táticas de guerrilha. Em novembro de 1978, o CPK realizou seu Quinto Congresso. Aqui, Mok foi eleito a terceira figura no ranking do governo, atrás de Pol Pot e Nuon Chea. Pouco depois do Congresso, dois membros seniores do governo, Vorn Vet e Kong Sophal, foram presos e enviados para S-21. Isso precipitou outra rodada de expurgos. Pol Pot diria em uma reunião com a delegação chinesa:
Uma vez que a União Soviética — a grande potência expansionista internacional — participou ativamente do projeto e enviou milhares de conselheiros militares e grandes quantidades de suprimentos militares, o Vietnã desdobrou-se na última estação chuvosa e continua a desdobrar suas forças agressoras em um ritmo acelerado para desencadear um segundo ataque estratégico em grande escala [contra o Kampuchea] nesta estação seca ... O Vietnã e seu mestre, os expansionistas internacionais soviéticos, não podem fazer o que querem com a nação e o povo de Kampuchea. Sua agressão certamente enfrentará uma derrota mais severa e desastrosa do que a que sofreram no final de 1977 e 1978.
Num banquete oferecido em honra da delegação do Partido Comunista da China, Pol Pot afirmou:
Ao vir e visitar o Kampuchea Democrático, você trouxe os profundos sentimentos de fraternidade revolucionária dos comunistas chineses e do povo chinês irmão aos comunistas e ao povo do Kampuchea. Esta é outra prova brilhante que reflecte o profundo afecto que o Partido Comunista da China, o povo chinês e o Governo da República Popular da China têm sempre pelo Partido Comunista do Kampuchea, o povo do Kampuchea e o Governo do Kampuchea Democrático. É também um novo e poderoso incentivo para nosso povo e nosso Exército Revolucionário do Kampuchea no cumprimento de suas tarefas de defesa do país, realização da revolução socialista e construção do socialismo. O nosso Partido, o nosso povo e o nosso Governo apreciam muito esta atitude inestimável e os sentimentos dos camaradas de armas chineses e desejam expressar-lhes os nossos sinceros agradecimentos ... A República Popular da China constitui um poderoso baluarte que se opõe à estratégia de agressão e expansão dos expansionistas internacionais e dos vietnamitas na Ásia e Sudeste Asiático ... A política racista de perseguição bárbara e fascista levada a cabo pelos vietnamitas contra os cidadãos chineses e seus política de provocações frenéticas contra a China ao longo da fronteira, bem como os esforços expansionistas da Internacional Soviética para reforçar e expandir suas bases navais e de mísseis no Vietnã, estão enquadrados no quadro de sua política anti-China e de sua política de ameaçar os países da Ásia e os países do Sudeste Asiático ... Porque a nossa amizade e solidariedade estão fortemente sustentadas por uma correta e sólida base política revolucionária, isto é, o respeito mútuo, o afeto recíproco e a estima baseada na igualdade, na compreensão mútua e sincera, na ajuda e no apoio.

### Invasão vietnamita: 1978-1979
Em 25 de dezembro de 1978, o Exército vietnamita lançou sua invasão em grande escala. Suas colunas inicialmente avançaram para o nordeste do Camboja, levando Kratie em 30 de dezembro e Stung Treng em 3 de janeiro. A força principal vietnamita então entrou no Camboja em 1º de janeiro de 1979, seguindo ao longo das rodovias um e sete em direção a Phnom Penh. As defesas avançadas do Camboja não conseguiram detê-los. Com um ataque iminente a Phnom Penh, em janeiro Pol Pot ordenou que Sihanouk e sua família fossem enviados para a Tailândia. Todo o corpo diplomático o seguiu pouco depois. Em 7 de janeiro, Pol Pot e outras figuras importantes do governo deixaram a cidade e dirigiram-se para Pursat. Eles passaram dois dias lá antes de seguirem para Battambang.
Depois que o Quemer Vermelho evacuou Phnom Penh, Mok foi a única figura sênior do governo que restou na cidade, com a tarefa de supervisionar sua defesa. Nuon Chear ordenou que os quadros no controle do S-21 matassem todos os presos restantes antes de ser capturado pelos vietnamitas. No entanto, as tropas que guardavam a cidade não sabiam o quão perto o exército vietnamita realmente estava; o governo ocultou a extensão dos ganhos vietnamitas da população. À medida que os vietnamitas se aproximavam, muitos oficiais e outros soldados que guardavam a cidade fugiram; a defesa era altamente desorganizada. Houve exemplos isolados de aldeões cambojanos matando oficiais do Quemer Vermelho como vingança. Em janeiro, o Vietnã instalou um novo governo sob Samrin, composto pelo Quemer Vermelho que fugiu para o Vietnã para evitar os expurgos. O novo governo rebatizou o Camboja como "República Popular do Kampuchea". Embora muitos cambojanos inicialmente tenham saudado os vietnamitas como salvadores, com o tempo o ressentimento contra a força de ocupação cresceu.
O Quemer Vermelho voltou-se para a China em busca de apoio contra a invasão. Sary viajou para a China via Tailândia. Lá, Deng exortou o Quemer Vermelho a continuar uma guerra de guerrilha contra os vietnamitas e estabelecer uma frente ampla e não comunista contra os invasores, com um papel de destaque dado a Sihanouk. A China enviou seu vice-primeiro-ministro, Geng Biao, à Tailândia para negociar o envio de armas para o Quemer Vermelho através da Tailândia. A China também enviou diplomatas para ficarem com os acampamentos do Quemer Vermelho perto da fronteira com a Tailândia. Pol Pot se encontrou com esses diplomatas duas vezes antes de o governo chinês retirá-los para sua segurança em março. Na China, o Quemer Vermelho instalou sua estação de rádio "Voz do Kampuchea Democrático", que continuou sendo seu principal meio de comunicação com o mundo. Em fevereiro, os chineses atacaram o norte do Vietnã, na esperança de afastar as tropas vietnamitas da invasão ao Camboja. Assim como a China, o Quemer Vermelho também recebeu o apoio dos Estados Unidos e da maioria dos outros países não marxistas do sudeste asiático que temiam a agressão vietnamita como ferramenta da influência soviética na região.
Em 15 de janeiro, os vietnamitas chegaram a Sisophon. Pol Pot, Nuon Chea e Khieu Samphan então se mudaram para Palin, no lado tailandês da fronteira, e no final de janeiro se mudaram novamente para Tasanh, onde Sary se juntou a eles. Lá, em 1º de fevereiro, eles realizaram uma conferência do Comitê Central, decidindo contra o conselho de Deng sobre uma frente única. Na segunda metade de março, os vietnamitas foram para o Quemer Vermelho ao longo da fronteira com a Tailândia, onde muitas das tropas de Pol Pot haviam cruzado para a própria Tailândia. Os vietnamitas avançaram sobre Tasanh, de onde os líderes do Quemer Vermelho haviam fugido poucas horas antes de ser capturado.

## Depois do Kampuchea Democrático

### Lutando contra os vietnamitas: 1979–1989
Em julho de 1979, Pol Pot estabeleceu uma nova sede, Office 131, no flanco oeste do Monte Thom. Ele deixou de lado o nome "Pol Pot" e começou a se chamar de "Phem". Em setembro de 1979, Kheiu anunciou que o Quemer Vermelho estava estabelecendo uma nova frente única, a Frente Patriótica Democrática, que reunia todos os cambojanos que se opunham à ocupação vietnamita. Membros de alto escalão do Quemer Vermelho começaram a repudiar a causa do socialismo. Os membros do grupo pararam de usar ternos pretos como uniformes; O próprio Pol Pot começou a usar uniformes de trabalho verdes da selva e, mais tarde, trajes de safári feitos na Tailândia. Short acreditava que essas mudanças refletiam uma mudança ideológica genuína no Quemer Vermelho. Em outubro, Pol Pot ordenou o fim das execuções, uma ordem que foi amplamente cumprida. Em novembro de 1979, a Assembleia Geral das Nações Unidas votou para reconhecer a delegação do Quemer Vermelho, ao invés do governo apoiado pelo Vietnã, como o governo legítimo do Camboja. Em dezembro, Samphân substituiu Pol Pot como primeiro-ministro do Kampuchea Democrático, um movimento que permitiu a Pol Pot se concentrar no esforço de guerra e talvez também tenha sido planejado para melhorar a imagem do Quemer Vermelho. Pol Pot, numa entrevista, confirmaria que "milhares" de Kampucheanos morreram em resultado de alguns "erros" na implementação das políticas do seu governo. No entanto, negaria que tivesse existido uma política de genocídio.
Durante as monções do verão de 1979, as tropas do Quemer Vermelho começaram a retornar ao Camboja. Muitos jovens cambojanos se juntaram às forças do Quemer Vermelho, querendo expulsar o exército vietnamita. Impulsionado por novos suprimentos chineses, o Quemer Vermelho reconstruiu sua estrutura militar no início dos anos 1980. Em meados dos anos 1980, o Quemer Vermelho afirmou que tinha 40 000 soldados ativos no Camboja. A partir de 1981, o principal objetivo de Pol Pot era atrair o apoio popular entre a população cambojana, acreditando que isso seria vital para ele vencer a guerra. Em agosto de 1981, ele viajou via Bangkok para Pequim, onde conheceu Deng e Zhao Ziyang. Deng estava pressionando para que Sihanouk, que vivia em Pyongyang, se tornasse chefe de estado do Camboja, algo que o monarca concordou relutantemente em fevereiro de 1981. Em setembro, Sihanouk, Samphân e Son Sann emitiram uma declaração conjunta em Cingapura anunciando a formação de seu próprio governo de coalizão.
Em dezembro de 1981, Pol Pot e Nuon Chea decidiram dissolver o Partido Comunista do Kampuchea, uma decisão que foi tomada com pouca discussão entre os membros do partido, alguns dos quais ficaram surpresos. Muitos comentaristas externos acreditaram que a dissolução foi um estratagema e que o CPK estava na verdade se ocultando mais uma vez, embora Short tenha apontado que esse não era o caso. Pol Pot propôs um novo Movimento de Nacionalistas para substituir o partido, embora isso não se materializasse totalmente. O Comitê Permanente do CPK foi substituído por uma Diretoria Militar, cujo objetivo era expulsar os vietnamitas. A decisão de Pol Pot de dissolver o partido foi informada por eventos globais; Seu exército anti-vietnamita foi apoiado por muitos países ocidentais, enquanto o vietnamita foi apoiado pela maioria dos países governados pelos comunistas. Ao mesmo tempo, ele acreditava que seus principais apoiadores comunistas, os chineses, estavam restaurando o capitalismo com as reformas de Deng. Refletindo a mudança ideológica, a alimentação coletiva foi encerrada entre o Quemer Vermelho, a proibição de posses individuais foi suspensa e as crianças puderam novamente viver com seus pais. Pol Pot comentou que seu governo anterior era muito esquerdista e alegou que cometeu erros porque depositou muita confiança nas pessoas traiçoeiras ao seu redor.
Em junho de 1982, em um evento em Kuala Lumpur, o Quemer Vermelho estava entre as facções que declararam a formação de um Governo de Coalizão do Kampuchea Democrático (CGDK) como alternativa à administração em Phnom Penh. No terreno, no Camboja, no entanto, restou pouca colaboração militar entre essas facções, que incluía o Quemer Vermelho, bem como o Exército Nacional Sihanoukista e a Frente Nacional Son Senn para a Libertação do Povo Quemer. Em 1983, Pol Pot foi diagnosticado com doença de Hodgkin. Em meados de 1984, o Office 131 mudou-se para outra nova base no Camboja, perto do rio O'Suosaday. Em dezembro, o exército vietnamita lançou uma grande ofensiva, invadindo a base cambojana do Quemer Vermelho e empurrando Pol Pot de volta para a Tailândia. Lá, ele estabeleceu uma nova base, K-18, a vários quilômetros de Trat.
Em setembro de 1985, Pol Pot renunciou ao cargo de comandante-chefe das forças do Quemer Vermelho em favor de Son Sen; no entanto, continuou a exercer influência significativa. No verão, ele se casou com uma jovem chamada Mea; na primavera seguinte, sua filha Sitha nasceu. Em 1987, ele diria: "Agora estou velho e inválido. Sei que o povo cambojano tem medo de mim. Portanto, quando expulsarmos os desprezíveis vietnamitas e ganharmos a paz, me retirarei se os camaradas assim o desejarem. Mas se eu voltar agora e os camaradas Eles não podem expulsar os vietnamitas, como posso ficar parado? Devo compartilhar minha experiência e conhecimento. Se os vietnamitas partirem e nós pudermos defender nosso país, eu me retirarei. E quando eu morrer, morrerei em paz”. Ele então viajou para Pequim para se submeter a um tratamento de câncer em um hospital militar e só voltou ao Camboja no verão de 1988. Em 1988, as facções anti-vietnamitas iniciaram negociações com o governo de Phnom Penh. Pol Pot considerou isso muito cedo, porque temia que o Quemer Vermelho não tivesse ganhado apoio popular suficiente para produzir ganhos significativos em qualquer eleição do pós-guerra.

### Queda do Quemer Vermelho: 1990–1998
A queda do Muro de Berlim e o consequente fim da Guerra Fria tiveram repercussões no Camboja. Como a União Soviética não era mais uma ameaça, os Estados Unidos e seus aliados não viam mais a dominação vietnamita no Camboja como um problema. Os Estados Unidos anunciaram que não reconheciam mais o CGDK como governo legítimo do Camboja na Assembleia Geral da ONU. Em junho, as diferentes facções cambojanas concordaram com um cessar-fogo, a ser supervisionado pelas Nações Unidas, com a formação de um novo Conselho Nacional Supremo para facilitar a implementação de eleições democráticas. Pol Pot aceitou esses termos, temendo que, se recusasse, as outras facções se unissem contra o Quemer Vermelho. Em novembro, Sihanouk voltou ao Camboja. Lá, ele elogiou o líder apoiado pelo Vietnã Hun Sen e declarou que os líderes do Quemer Vermelho deveriam ser levados à justiça por seus crimes. Quando Samphân chegou a Phnom Penh com a delegação do Quemer Vermelho, ele foi espancado por uma multidão.
Pol Pot estabeleceu uma nova sede ao longo da fronteira, perto de Pailin. Ele pediu ao Quemer Vermelho que redobrasse seus esforços para obter apoio nas aldeias cambojanas. Em junho, Samphân anunciou que, ao contrário dos acordos anteriores, suas tropas não se desarmariam, afirmando que ele se recusava a fazê-lo enquanto os soldados vietnamitas permanecessem no Camboja. O Quemer Vermelho tornou-se cada vez mais contencioso, expandindo seu território pelo oeste do Camboja. Ele executou massacres de colonos vietnamitas recém-chegados à área. As forças de Hun Sen também realizaram atividades militares, e os mantenedores da paz da ONU se mostraram ineficazes na prevenção da violência. Em janeiro de 1993, Sihanouk voltou a Pequim e declarou que o Camboja não estava pronto para as eleições. O Quemer Vermelho formou um novo partido, o Cambodian National Union Party, por meio do qual poderia participar das eleições, mas em março Pol Pot anunciou que boicotaria a votação. Neste ponto, ele mudou sua sede para Phnom Chhat; Samphân juntou-se a ele lá, tendo retirado sua delegação do Quemer Vermelho de Phnom Penh.
Nas eleições de maio de 1993, o FUNCINPEC de Norodom Ranariddh ganhou 58 dos 120 assentos disponíveis na Assembleia Nacional; O Partido do Povo Cambojano de Hun Sen ficou em segundo lugar. Sen, que foi apoiado pelos vietnamitas, se recusou a admitir a derrota. Sihanouk negociou a formação de um governo de coalizão entre os dois partidos, introduzindo um sistema pelo qual o Camboja teria dois primeiros-ministros, Sen e Ranariddh. O novo Exército Nacional Cambojano então lançou uma ofensiva contra o Quemer Vermelho. Em agosto, ele capturou Phnom Chhat e Pol Pot fugiu de volta para a Tailândia. O Quemer Vermelho lançou uma contra-ofensiva, tendo recuperado grande parte do território que havia perdido recentemente em maio de 1994. Pol Pot mudou-se para Anlong Veng, mas como foi invadido em 1994 ele mudou-se para Kbal Ansoang, no topo das montanhas Dangrek. No entanto, o Quemer Vermelho enfrentou níveis crescentes de deserção durante a primeira metade da década de 1990.
Pol Pot colocou uma ênfase renovada sobre aqueles que viviam no território do Quemer Vermelho imitando a vida dos camponeses mais pobres e, em 1994, ordenou o confisco do transporte privado e o fim do comércio transfronteiriço com a Tailândia. Em setembro, ele ordenou a execução de um britânico, um francês e um australiano que haviam sido capturados em um ataque do Quemer Vermelho a um trem. Em julho de 1996, um motim estourou entre o Quemer Vermelho e em agosto foi anunciado que Ieng Sary, Y Chhean e Sok Pheap estavam se separando do movimento, levando tropas leais a eles. Isso significa que cerca de 4 000 soldados partiram, reduzindo quase pela metade as tropas então comandadas pelo Quemer Vermelho. No final de 1996, o Quemer Vermelho havia perdido quase todo o território que ocupavam no interior do Camboja, ficando restrito a algumas centenas de quilômetros ao longo da fronteira norte. Pol Pot comentou com seus assistentes: "Somos como peixes em uma armadilha. Não podemos durar muito assim". A saúde de Pol Pot estava piorando. Ele sofria de estenose aórtica e não tinha mais acesso ao tratamento de acompanhamento para seu câncer anterior. Um derrame o deixou paralisado do lado esquerdo do corpo, exigindo acesso diário a oxigênio. Ele passava cada vez mais tempo com sua família, principalmente com sua filha.

## Prisão e morte: 1997–1998

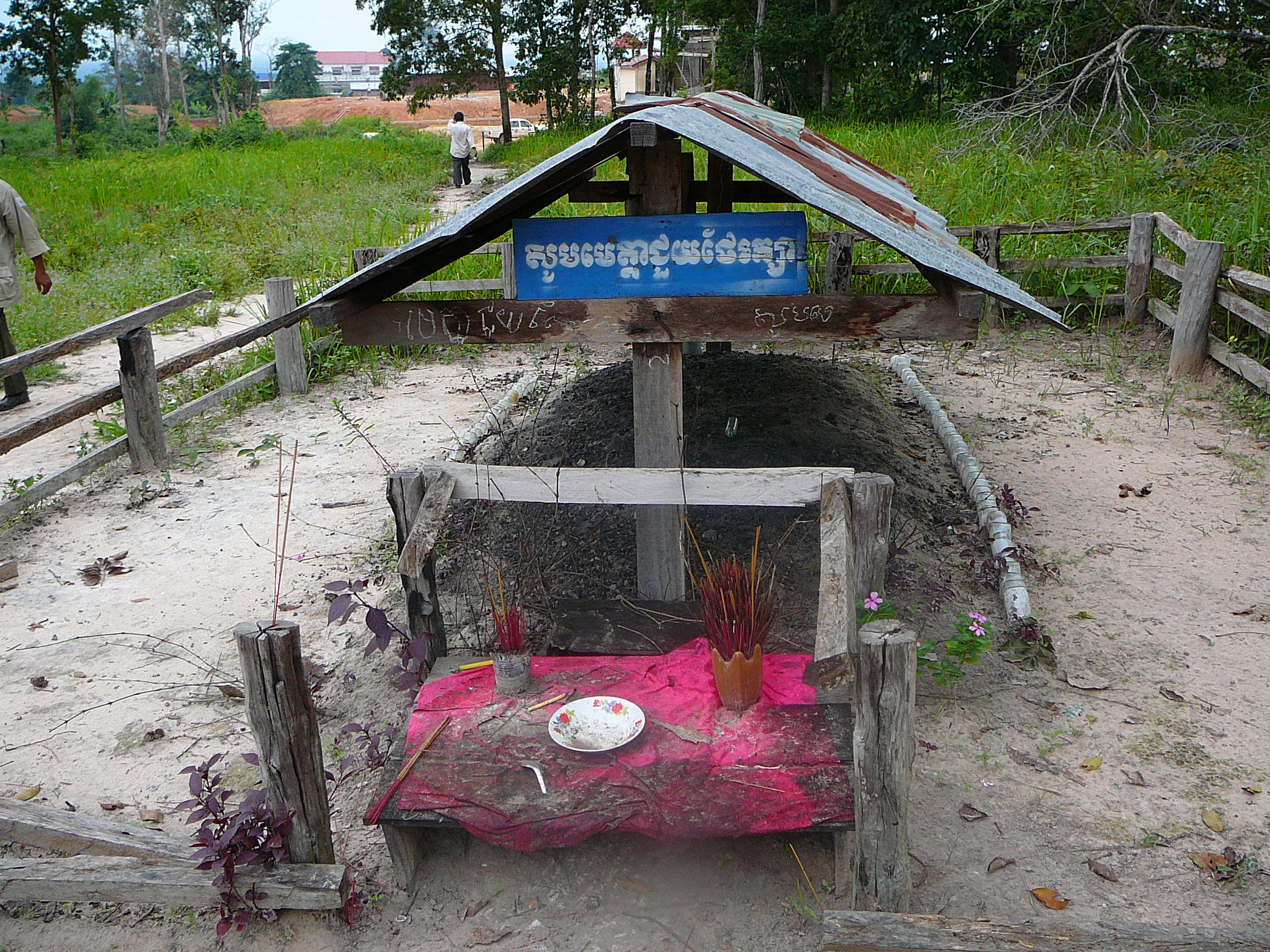
Túmulo de Pol Pot no distrito de Anlong Veng, província de Oddar Meanchey

Pol Pot suspeitou de Son Sen e, em junho de 1997, ordenou sua morte. Posteriormente, os quadros do Quemer Vermelho mataram Sen e 13 de seus parentes e assistentes; Mais tarde, Pol Pot declarou que não havia sancionado todos esses assassinatos. Ta Mok estava preocupado com a possibilidade de Pol Pot também se voltar contra ele. Mok reuniu as tropas leais a ele em Anlogn Veng, informando-os de que Pol Pot havia traído seu movimento e então foi até Kbal Ansoang. Temendo as tropas de Mok, em 12 de junho Pol Pot, sua família e vários guarda-costas fugiram a pé. Pol Pot era muito frágil e teve que ser carregado. Depois que as tropas de Mok os prenderam, Pol Pot foi colocado em prisão domiciliar. Khieu Samphân e Nuon Chea ficaram do lado de Mok.
No final de julho, Pol Pot e os três comandantes do Quemer Vermelho que eram leais a ele foram levados a uma reunião em massa perto de Sang'nam. O jornalista americano Nate Thayer foi convidado para filmar o evento. Lá, o Quemer Vermelho condenou Pol Pot à prisão perpétua; os outros três comandantes foram condenados à morte. Três meses depois, Ta Mok permitiu que Thayer visitasse e entrevistasse Pol Pot.
Enquanto estava em prisão domiciliar, o jornalista americano Nate Thayer conduziu a última entrevista com Pot na qual Pot afirmou que "sua consciência está limpa", mas reconheceu que erros foram cometidos e disse a Thayer: "Quero que você saiba que tudo Eu fiz, eu fiz isso pelo meu país". Ele também rejeitou a ideia de que milhões morreram dizendo: "Dizer que milhões morreram é demais" e que "Você sabe, as outras pessoas, os bebês, os pequenos, não mandei matar".
Em 15 de abril de 1998, Pol Pot morreu durante o sono, aparentemente de insuficiência cardíaca. Seu corpo foi preservado com gelo e formol para que os jornalistas que compareceram ao seu funeral pudessem verificar sua morte. Três dias depois, sua esposa cremou seu corpo em uma pilha de pneus e lixo, usando os rituais funerários budistas tradicionais. Suspeitou-se que ele havia cometido suicídio ao tomar uma overdose do medicamento prescrito. Thayer, que estava presente, sustentou a opinião de que Pol Pot cometeu suicídio quando soube do plano de Ta Mok de entregá-lo aos Estados Unidos, dizendo que "Pol Pot morreu após ingerir uma dose letal de uma combinação de Valium e cloroquina". Em maio, a viúva de Pol Pot e Tep Khunnal fugiram para a Malásia, onde se casaram. O próprio Quemer Vermelho continuou a sofrer perdas territoriais para o exército cambojano e, em março de 1999, Ta Mok também foi capturado.